# Liste der Straßen und Plätze in Berlin-Heinersdorf

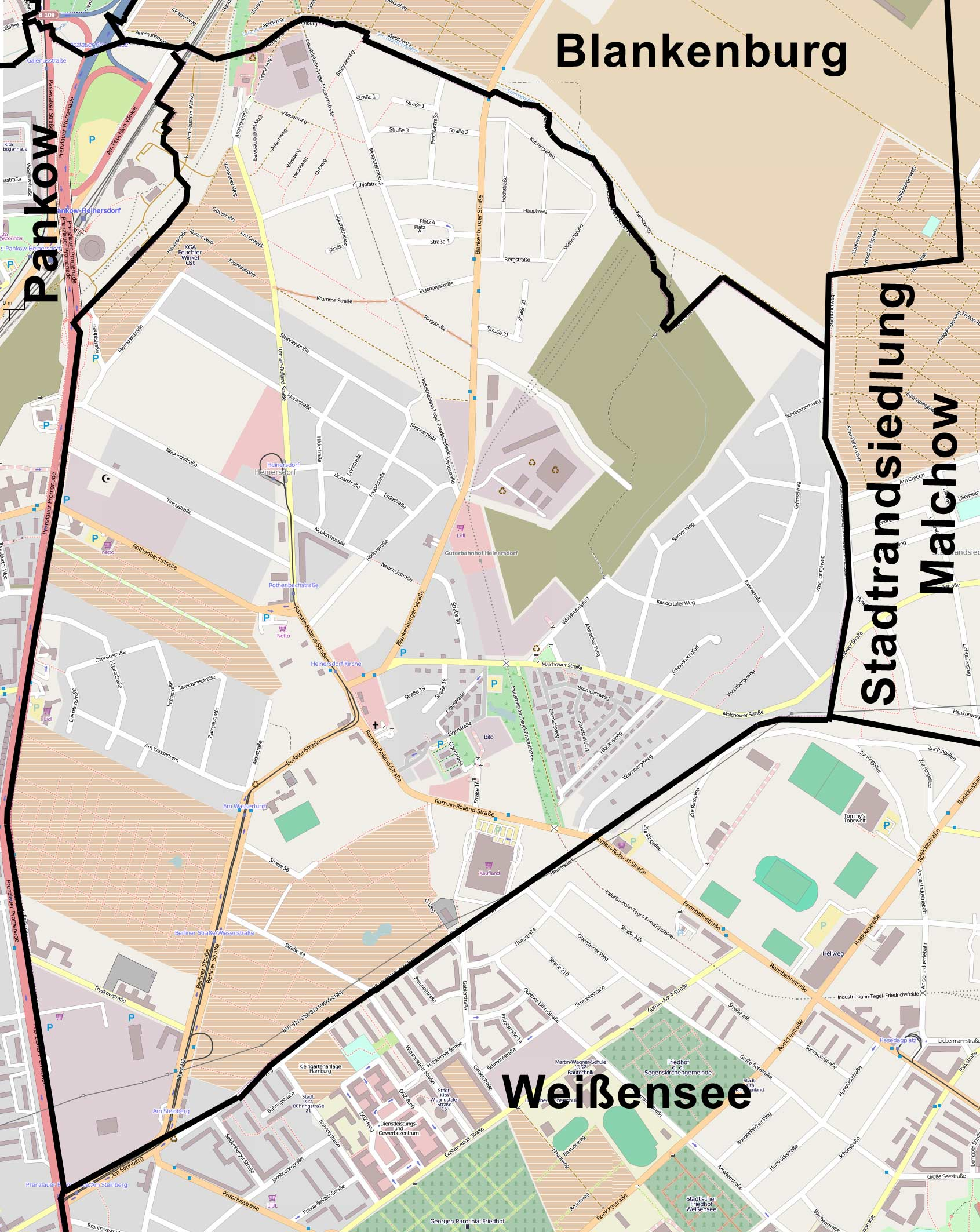
Straßensystem von Berlin-Heinersdorf
(aus: OpenStreetMap)

Ortsverbindungen in Heinersdorf 1894
Süd: Berliner Straße (Heerstraße)
Nord: Blankenburger Weg (Heerstraße)
Ost: Malchower Weg
West: Mühlenweg, auch Pankower Weg
SO: Kaiser-Wilhelm-Straße (Neu-Weißensee)

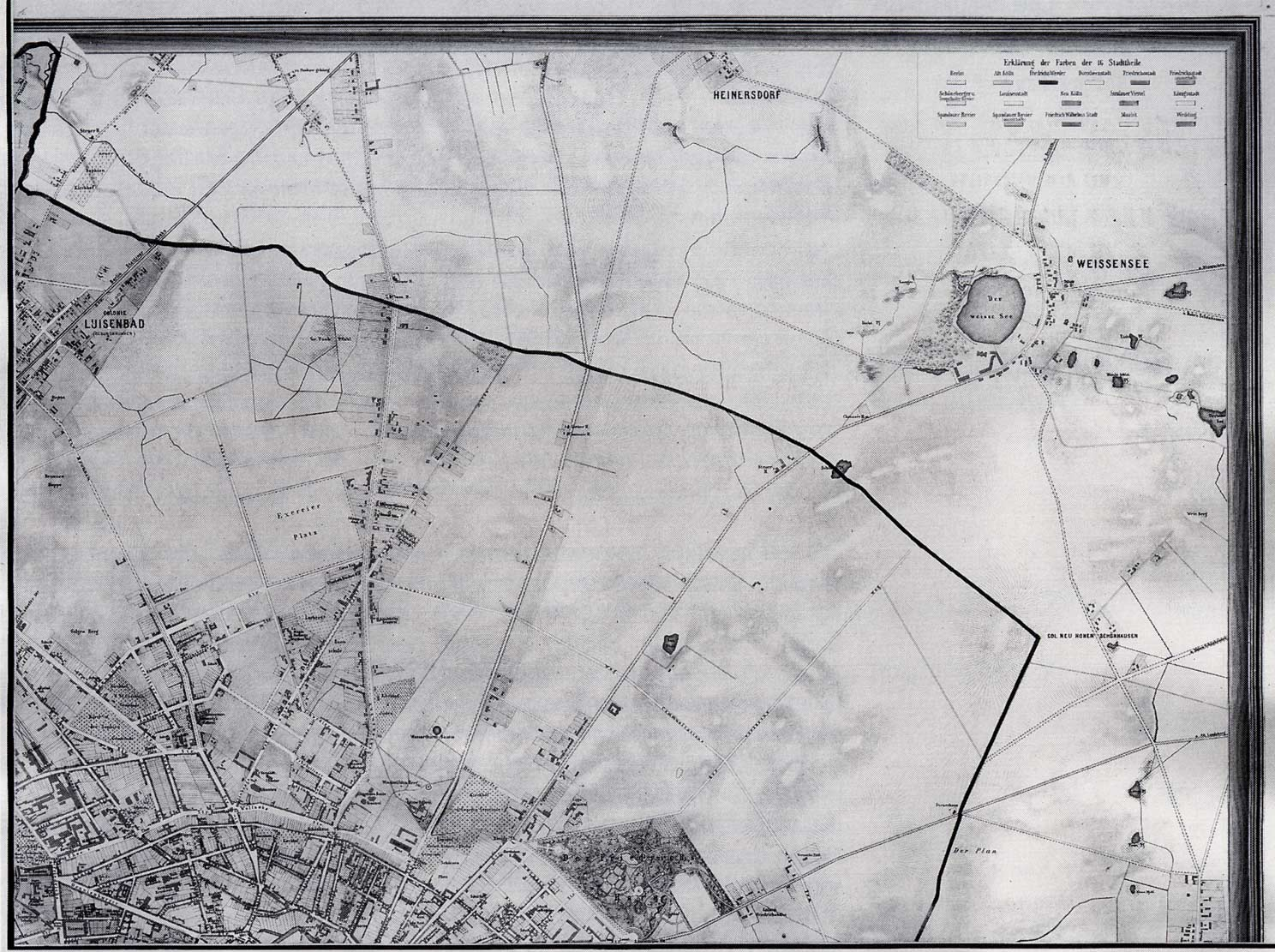
Lage der Straßen von Heinersdorf zu Berlin und Weißensee, 1866 (Heinersdorf liegt in der Mitte am oberen Bildrand)

Die Liste der Straßen und Plätze in Berlin-Heinersdorf beschreibt das Straßensystem im Berliner Ortsteil Heinersdorf (Bezirk Pankow) mit den entsprechenden historischen Bezügen. Gleichzeitig ist diese Zusammenstellung ein Teil der Listen aller Berliner Straßen und Plätze.

## Überblick

### Statistisches
Der Ortsteil Heinersdorf hat 8.859 Einwohner (Stand: 31. Dezember 2023), deren Wohnbauten in 77 gewidmeten Straßen stehen. Die Gesamtlänge der in der amtlichen Straßenliste enthaltenen Straßen beträgt 30,2 Kilometer. Das sind fünf Prozent des Pankower Straßennetzes. Wege innerhalb der Kleingartenanlagen sind nicht erfasst, doch nehmen Garten- und Erholungsanlagen einen großen Anteil an der Fläche des Ortsteils ein.
Der Ortsteil Heinersdorf umfasst den Postleitzahlenbereich 13089. Auffallend an Heinersdorf im Vergleich zu anderen Ortsteilen ist, dass neben Gewerbe- und einigen Ödflächen alle Grünflächen durch Kleingärten genutzt werden, wobei einige Gewerbeflächen erst nach 1990 umgewidmet wurden.

### Geschichte
Im Berliner Adressbuch von 1897 ist Heinersdorf noch nicht aufgenommen, erstmals 1898 sind für diesen Vorort sechs Straßen verzeichnet. Die Dorfstraße liegt zwischen Heinersdorfer Straße (Neu-Weißensee) über Blankenburger Weg und Franz-/ Rothenbachstraße. Die Franzstraße ist als unbebaut angegeben, von dieser geht die Maxstraße zur Prenzlauer Chaussee. Diese verläuft von der Neu-Weißenseer Feldmark über Rothenbach-, Max- zur Neukirchstraße. An der Neukirchstraße besitzen Gärtner 11 von den 13 Grundstücken. An der Rothenbachstraße zwischen Prenzlauer Chaussee und Dorfstraße liegt das Grundstück Nummer 1 des Mühlenbesitzers Rothenbach, auf der gegenüberliegenden Straßenseite sind die Grundstücke 2–8 angegeben. Vormalige Ortsverbindungen wechselten mit ihrer Befestigung nach 1900 von ‚Weg‘ zu ‚Straße‘ und wurden so in das Adressbuch aufgenommen. So weist das Adressbuch 1903 die Berlinerstraße (von der Dorfstraße südwärts nach Berlin), Blankenburgerstraße (von der Dorfstraße nordwärts nach Blankenburg), Bungestraße (vorher: Franzstraße), Kaiser-Wilhelm-Straße (vorher: Dorfstraße), Kronprinzenstraße (unbebaut, der vormals Buchholzer Weg), Malchowerstraße (Weg nach Malchow), Tiniusstraße (vorher: Maxstraße) und von der Berlinerstraße abgehend die unbebaute Treskow- und Wenzelstraße aus.
Der Ausbau der Straßen ging einher mit der Erschließung im Ortsteil durch Zuzug von Berliner Bürgern, dem Engagement von Investoren und Baugesellschaften. Der Vorort sollte eine Gartenstadt mit vielen Villen werden. Die Planungen aus den Jahren 1908 und 1912 sahen eine dichte Straßenführung und eine Anbindung an das Eisenbahnnetz vor. In den Siedlungsplänen wurden neue, zunächst nummerierte Straßen aufgenommen, bereits angelegte Straßen erhielten amtliche Namen. Die Pläne eines Villenvororts wurden in den folgenden Jahren 1914 bis 1923 (Erster Weltkrieg und Inflation) jedoch nur unvollständig umgesetzt, sodass viele Straßen auch in den 1930er Jahren noch unbebaut waren. Ergänzungsplanungen in den 1920er Jahren führten zur Trassierung neuer Straßenverläufe, die sporadisch von den Häuserbauern benannt wurden. Obwohl damit nicht amtlich, gelangten sie so in das Adressverzeichnis. Nach 1930 vergab die Verwaltung des Bezirks für diese Anliegerstraßen neue amtliche Namen, aber auch teilweise wieder die Nummerierung (wie Alpenstraße zu Straße 42). Thematisch entstanden Siedlungsgebiete mit Straßennamen nach Opern (im Süden), nach Örtlichkeiten in den Alpen (im Südosten) und nach der nordischen Mythologie (im Norden). Für die Siedlung ‚Opernviertel‘ waren Straßenführungen nach Norden bis zur Rothenbachstraße und südlich der Straße Am Wasserturm vorgesehen. Die Entwicklung auf der Heinersdorfer Feldmark führte zu Gartenkolonien, die vor allem nach dem Zweiten Weltkrieg zu den Kleingartenanlagen östlich der Prenzlauer Allee und im Süden des Ortsteils führten. Dadurch sind Straßen teilweise mit ihrer Wohnbebauung von Siedlungshäusern durch Gartenkolonien unterbrochen.
Betriebsstilllegungen nach der Wende 1990 führten zur Umwandlung von Gewerbeflächen zu Wohnanlagen und Gartenanlagen, wie der neu entstandene ‚Blumenwinkel‘. Verbliebene Ackerflächen, auch die Trasse der ehemaligen Industriebahn und der vormalige Güterbahnhof (später Gewerbefläche) beeinflussten die bestehende Straßensituation.

### Straßensystem
Das durch den Ortsteil führende Hauptstraßennetz besteht aus den übergeordneten Straßenverbindungen (Klasse II nach Straßenentwicklungsplan – StEP) Romain-Rolland-/Rothenbachstraße zwischen Weißensee und dem Autobahnanschluss und nach Norden gehört die Blankenburger Straße dazu. Die Berliner Straße besitzt den Rang einer regionalen Straßenverbindung. Der nördliche Abschnitt der Romain-Rolland-Straße im Ortsteil sowie die Malchower Straße mit Anschluss durch die Stadtrandsiedlung Malchow über die Ortnitstraße zur B 2 gelten als ergänzende Hauptstraßen im Berliner System. Wegen der regelmäßigen Staugefahr aus der Weißenseer Rennbahnstraße vor der Einmündung der Berliner Straße am Ortskern war Mitte der 1990er Jahre eine Umgehung auf der Trasse der Niederbarnimer Industriebahn zur Blankenburger Straße im Gespräch, die bisher nicht realisiert wurde. Im Jahr 2013 wurden die Pläne zur beabsichtigten Änderung des Berliner Flächennutzungsplans (FNP) zur Verkehrsplanung und Verkehrsberuhigung des Ortskerns von Heinersdorf noch einmal öffentlich ausgelegt. Vier Planungsvarianten stehen zur Wahl, die den Ortskern von Heinersdorf und die Prenzlauer Promenade entlasten sollen. Insbesondere ist eine übergeordnete Hauptverkehrsstraße zwischen Blankenburger Straße und der A 114 (Anschlussstelle ‚Am Feuchten Winkel‘) vorgesehen, die auf der Trasse der alten Industriebahn verläuft. Zudem ist am südlichen Ortsteilrand eine übergeordnete Straße Am Steinberg vorgesehen.
Abgesehen von neuen Eigenheimen aus den 1990er Jahren auf einem vormaligen Gewerbegebiet ist der Siedlungsraum abgeschlossen. Nördlich der Malchower Straße liegen Straßen mit Bezug zum Berner Oberland. Dieser Namensbezug wurde Mitte der 1990er Jahre für die Siedlungserweiterung bis zur Romain-Rolland-Straße auf einer vormaligen Industriefläche westlich der Industriebahnstrecke fortgeführt. Östlich der Industriebahn bis zu den Häusern am Wischbergeweg entstand das ‚Blumenviertel‘ mit nach Kulturpflanzen benannten Straßen. „Als Grundlage für eine geordnete städtebauliche Entwicklung wird entlang der Rennbahnstraße gemischte Baufläche M2 für Gewerbe, Handel und Dienstleistungen dargestellt. Der Blumenwinkel, die Kolonie Rennbahn sowie bisherige Kleingartenflächen an der Malchower Straße werden als Wohnbaufläche W4 dargestellt.“ ()

## Übersicht der Straßen und Plätze
Die nachfolgende Tabelle gibt eine Übersicht über die vorhandenen Straßen und Plätze im Ortsteil sowie einige dazugehörige Informationen.
- Name/Lage: aktuelle Bezeichnung der Straße oder des Platzes. Über den Link Lage kann die Straße oder der Platz auf verschiedenen Kartendiensten angezeigt werden. Die Geoposition gibt die Lage der ungefähren Mitte der Straßenlänge an.
- Im amtlichen Straßenverzeichnis nicht aufgeführte Verkehrswege sind mit * gekennzeichnet.
- Ehemalige oder nicht mehr gültige Straßennamen sind kursiv gesetzt. Für bedeutende ehemalige Straßen oder historische Straßennamen ist gegebenenfalls eine gesonderte Liste vorhanden.
- Länge/Maße in Metern:
Die in der Übersicht enthaltenen Längenangaben sind  gerundete Übersichtswerte, die in Google Earth mit dem dortigen Maßstab ermittelt wurden. Sie dienen Vergleichszwecken und werden, sofern amtliche Werte bekannt sind, ausgetauscht und gesondert gekennzeichnet.
Bei Plätzen sind die Maße in der Form a × b für rechteckige Anlagen und für (ungefähr) dreieckige Anlagen als a × b × c mit a als längster Seite angegeben.
Sofern die Straße auch in benachbarte Ortsteile weiterführt, gibt der Zusatz ‚im Ortsteil‘ an, wie lang der Straßenabschnitt innerhalb des Ortsteils dieses Artikels ist.
- Namensherkunft: Ursprung oder Bezug des Namens.
- Anmerkungen: weitere Informationen über anliegende Baudenkmale oder Institutionen, die Geschichte der Straße und historische Bezeichnungen.
- Bild: Foto der Straße oder eines anliegenden Objektes.

| Name/Lage                       | Länge/Maße (in Metern)              | Namensherkunft | Datum der Benennung | Anmerkungen | Bild |
| ------------------------------- | ----------------------------------- | --- | ------------------- | --- | --- |
| Aidastraße (Lage)               | 0240                                | Aida, Oper von Verdi | 26. Nov. 1925       | Die Straße liegt am Rand des ‚Opernviertels‘ und führt mit ‚Am Wasserturm‘ die Tino-Schwierzina-Straße geradlinig fort, die ihrerseits abbiegend rechtwinklig auf die Kirche zuführt. Im Adressbuch 1927 ist die Aidastraße zwischen Berliner Straße und Gartenland ausgewiesen. Die Grundstücke sind in Hufeisenform nummeriert. Einige Parzellen (1–9 und 16–20) sind jedoch noch Baustellen, die Nummern 15, 21 und 22 sind bebaut. Im 21. Jhd. umfasst die Straße die Hausnummern bis 23, wobei 7 und 8 am Nordende der Straße querliegen. Die Grundstücke 11 und 13 sind Gärten mit Sommerhaus und auf 12 stehen (12, 12a, 12b) drei Siedlungshäuser. Die gegenüberliegende Straßenseite gehört (eh. 1–6) zur KGA ‚Eigenheim an der Rothenbachstraße‘. | |
| Alpnacher Weg (Lage)            | 0175                                | Alpnach, Gemeinde im Schweizer Halbkanton Obwalden | 23. Jan. 1931       | Im Bebauungsplan als Straße 12 wurde sie nichtamtlich von den Anliegern Luxstraße genannt. Es ist eine kurze Verbindung zwischen der Malchower Straße und dem Wildstrubelweg. An der Straße liegen die Grundstücke 2–16 (gerade, incl. 4a) und ungerade (3–13). Im Jahr 1930 wird die Luxstraße mit unnummerierten Grundstücken zwischen Malchower Straße und Feldmark gezeichnet, das Noack’sche (Heizer), Kühn’sche (Waldaufseher), Dannel’sche (Kriminalassistent, Reichs-Amtssekretär), Krause’sche (Bügler, Maurer und Buchhalter) sowie das Neumann’sche Haus (Pensionärs H. Neumann) sind angegeben. | Alpnacher Weg |
| Am Feuchten Winkel (Lage)       | 0250 (im Ortsteil)                  | Feuchter Winkel, hiesiges Flurstück am Schmöckpfuhlgraben | 5. Juni 2001        | Auf Heinersdorfer Gebiet befinden sich der östliche Ast der Straße und die Kleingartenanlage ,Am feuchten Winkel‘, das Grundstück 21. Die Straße setzt sich westlich der Bahnlinie an der Blankenburger Ortsteilgrenze (mit Grundstück 15, ,Anlage Blankenburg Abteilung II‘) und in Pankow (mit Grundstück 11, Tankstelle) – hier als asphaltierter und breit ausgebauter Autobahnzubringer der A 114 – fort. Bei der Benennung der Straße im Jahr 2001 bestand noch eine Durchfahrt unter der Stettiner Bahn zwischen Heinersdorf und Blankenburg, die bei Bauarbeiten an der Bahnstrecke nach 2006 beseitigt wurde. Damit verlor Am Feuchten Winkel den Charakter einer Stadtstraße, obwohl im Ortsteil noch ein Asphaltband besteht. Die Zufahrt zum Heinersdorfer Abschnitt der Straße ist seither von der Heimdallstraße möglich. | Am Feuchten Winkel, Blick zur vormaligen Durchfahrt · Diesseits der Bahnanlage der Straßenteil in Heinersdorf.                   |
| Am Steinberg (Lage)             | 1400 (im Ortsteil – nur Nordseite)  | Steinberg, auch „Heinersdorfer Berg“ mit einer Höhe von 52 Metern ist eine sanfte Erhebung der Gemarkung von Heinersdorf nördlich der Rothenbachstraße                                                                     | 16. Jan. 1925       | Die Straße auf Heinersdorfer Gebiet hieß zuerst Straße 212. Die Verlängerung auf Weißenseer Gebiet erhielt ihren Namen erst am 30. Oktober 1936. Sie war bis in die 1950er Jahre mit der Romain-Rolland-Straße verbunden. Die Fahrbahn der Straße gehört wie die südliche Bebauung auch heute nicht zu Heinersdorf, sondern liegt in Weißensee. Am nördlichen Straßenrand verläuft die Ortsteilgrenze, entlang der Straße befinden sich die Kleingartenanlagen ‚Freies Land‘, ‚Grüne Wiese‘ und ‚Am Steinberg‘. Die Straße Am Steinberg war als Teilstück einer Umgehung des Ortskerns an der Kirche Heinersdorf nach den Planungen einer Machbarkeitsstudie aus dem Jahr 2009 vorgesehen. Dafür sollte sie zur Romain-Rolland-Straße verlängert werden und dort an die ehemalige Industriebahn-Trasse anschließen. Bis Mitte des Jahres 2014 ist nichts Derartiges in angriff genommen worden. | Am Steinberg, rechts der nördliche zu Heinersdorf gehörende                                                                      |
| Am Wasserturm (Lage)            | 0480                                | Heinersdorfer Wasserturm, weithin sichtbare Wahrzeichen, das über die Tino-Schwierzina-Straße hinweg zur Grundschule am Wasserturm gehört                                                                                  | 26. Nov. 1925       | Die Straße wurde bereits vor der Benennung in den 1920er Jahren angelegt und als Wasserturmstraße geführt. Im Adressbuch 1925 ist die Lage mit Berliner und Figarostraße angegeben, nach Norden gehen Zampa-, Indra- und nach Süden Waffenschmied- und Stradellastraße ab. Elf Grundstücke (48, 49, 50, 100, 108, 109, 137, 141, 152, 162, 163 und 165–168) sind als Baustellen mit ihren Eigentümern verzeichnet. Lediglich das Brose’sche Haus (Nr. 160) des Oberpostsekretärs G. Brose ist ein bebautes Grundstück. Seit der Bezirksreform im Jahr 2001 liegen an der Südseite 1–47 (ungerade) und gegenüber 2, 4, 14, 20, 24, 26 und 32–48. Die Straße, südlich im ‚Opernviertel‘ gelegen, führt westlich der Tino-Schwierzina-Straße gegenüber vom Wasserturm und der Grundschule am Wasserturm in Richtung Prenzlauer Promenade, endet jedoch 120 Meter vorher an der Eremitenstraße. Der im Jahr 1910 errichtete Wasserturm war bis zum Ersten Weltkrieg kurzzeitig der Rathausturm, da hier in den Gebäuden das Rathaus der Gartenstadt Heinersdorf entstehen sollte. Im Zweiten Weltkrieg diente er als Flakturm zur Abwehr der Luftangriffe auf Berlin, wovon in den 2000er Jahren noch vorhandene Einschusslöcher zeugen. | |
| Asgardstraße (Lage)             | 0350                                | Asgard, in der nordischen Mythologie der Wohnort der Asen | vor 1910            | Östlich der vormaligen Industriebahntrasse liegen an dieser vier Spuren breiten Betonstraße die Grundstücke 1–7 und 20. Nördlich der Frithjofstraße als Sackgasse ist sie die Verlängerung der Romain-Rolland-Straße, die zur Recyclinganlage der BSR führt. Die nördliche Fortsetzung heißt Grenzweg. Die Asgardstraße ist 1911 bereits eingezeichnet und 1912 im Berliner Adressbuch genannt. Auf der Karte 1943 ist von der Kronprinzenstraße (heute Romain-Rolland-Straße) zur Fafnerstraße keine Verbindung angegeben, 1954 ist allerdings eine durchgehende Straße aufgenommen deren Verlauf durch das Gewerbeobjekt unterbrochen ist. In der Karte von 1989 ist nur der südliche Teil als Straßenland eingezeichnet, die Anbindung an die Fafnerstraße als Weg. | Asgardstraße |
| Axenstraße (Lage)               | 0580                                | Axen, Steilwand am Vierwaldstättersee | 23. Jan. 1931       | Zuerst Straße 32 wurde sie nach der Lage im Längsdurchmesser des geplanten (jedoch auf dem Feuchtgebiet des Schmöckpfuhlgrabens nicht umgesetzten) Ringovals (zunächst nichtamtlich) Achsenstraße benannt. Im Adressbuch 1930 ist sie auf den südlichen Teil zwischen Franz-Ries-Ring über die Knaufstraße hinweg zur Feldmark begrenzt mit sechs Grundstückseigentümern (40, 43, 103, 107, 110 und 116). Angepasst an die umgebenden Straßennamen aus den Alpen wurde der Name 1931 geändert. 1943 ist die linke Seite (ungerade) zwischen Blankenburger Straße (1–5) über Straße 31 (7) und durch Ackerland führend, Sarner Weg und Grimselweg zum Wischbergeweg eingetragen. Auf der rechten Seite liegt gegenüber dem Grimsel- der Kandertaler Weg, hier folgen dem Wischbergeweg die Grundstücke 110–120 bis zur Malchower Straße. Auf der Karte 1954 ist ein Abschnitt an der Blankenburger Straße noch als Axenstraße bezeichnet, der später der Straße 31 zugeordnet wurde. Der gültige Straßenlauf reicht von der Malchower Straße zum Grünstreifen am Schmöckpfuhlgraben im Nordwesten, wodurch die Grundstückszählung im Zick-Zack zwischen 61–119 und 62–118 erfolgt, was den Angaben aus 1943 entspricht. Die Eckgrundstücke gehörm zu den Querwegen. An der Axenstraße entlang liegt an der Rückseite der südwestlichen Grundstücke der Axengraben nach Nordwesten fließend zum Schmöckpfuhlgraben. | Axenstraße nach Nord |
| Beate-Hahn-Straße (Lage)        | 0300                                | Beate Hahn (1894–1970), Gartenpädagogin | 28. Nov. 2023       | Die Straße verbindet Iduna- und Neukirchstraße. | |
| Blankenburger Straße (Lage)     | 1590                                | Straße nach Blankenburg | 1878                | Die Straße liegt zwischen Romain-Rolland-Straße und der Fafnerstraße, deren Straßenland schon zum Nachbarortsteil Blankenburg gehört. Sie ist nördlich vom Ortskern die Verlängerung der Berliner Straße (seit 2014 Tino-Schwierzina-Straße) und war Teil der am Prenzlauer Tor beginnenden durch Heinersdorf führenden Heerstraße. Bis 1878 hieß sie Blankenburger Weg und wurde mit der Befestigung und Pflasterung zur Blankenburger Straße. Heute ist sie zweibahnig asphaltiert und besitzt beidseits Fußwege. Im Berliner Straßennetz ist sie eine übergeordnete Hauptstraße, Klasse II nach Straßenentwicklungsplan (StEP). Der ehemalige Dorfkrug an der Blankenburger Straße 1 und Romain-Rolland-Straße 66 wurde um 1900 erbaut und ist ein gelistetes Baudenkmal. Wegen der häufigen Staus von der Weißenseer Rennbahnstraße vor der Einmündung der Tino-Schwierzina-Straße ist seit Mitte der 1990er Jahre eine Umgehung auf der Trasse der Niederbarnimer Industriebahn zur Blankenburger Straße im Gespräch, zu deren Bauplanung es bisher nicht kam. Im Jahr 2013 wurde der Flächennutzungsplan zu Gunsten aller vier Teile der Umgehungen geändert. Westlich an der Blankenburger Straße beginnt die Mimestraße, auf der Ostseite liegt eine große Gewerbefläche, vormals der Güterbahnhof Heinersdorf (Güterladestelle). Auf der Asphaltdecke der Blankenburger Straße liegen noch (Stand: 2014) die Gleise der ehemaligen Industriebahn. | Blankenburger Straße, Blickrichtung ab vormalige Industriebahn nordwärts · Blankenburger südlich der Ingeborgstraße              |
| Bromelienweg (Lage)             | 0260                                | Bromeliengewächse (Bromeliaceae), eine Pflanzenfamilie der Süßgrasartigen | 1. Jan. 1999        | Die Straße gehört zu einem neuen Verkehrswegenetz für die ab 1999 errichtete Eigenheimsiedlung ‚Blumenwinkel‘, die bis zur Wende eine Gewerbefläche war im Dreieck von Industriebahntrasse, Wischbergeweg und Malchower Straße. Die Privatstraße verläuft südlich parallel zur Malchower Straße und verbindet Clematis- und Hibiskusweg. Sie dient, zusammen mit dem Irisweg, der Erschließung der südlich liegenden Grundstücke in der dreieckigen Siedlung. | |
| Clematisweg (Lage)              | 0300                                | Waldreben (Clematis), eine Pflanzengattung der Hahnenfußgewächse | 1. Jan. 1999        | Die Straße gehört zu einem neuen Verkehrswegenetz für die ab 1999 errichtete Eigenheimsiedlung ‚Blumenwinkel‘ und bildet die Westflanke der Dreiecksfläche. Die Privatstraße grenzt mit ihrer Westseite an die als Umgehungsstraße für Heinersdorf freigehaltene Trasse der ehemaligen Industriebahn und liegt südlich von der Malchower Straße ab und bindet an den Hibiskusweg. Nach Süden zur Romain-Rolland-Straße führt nur ein Fußweg über die vorgesehene Umgehungsstraße. | |
| Donarstraße (Lage)              | 0140                                | Donar, nordischer Donnergott | vor 1911            | Die Straße liegt im Siedlungsgebiet westlich der Blankenburger Straße zwischen Hilde- und Fasoltstraße. Die ruhige Wohnstraße ist mit Einfamilienhäusern bebaut. Die Donarstraße ist im Bebauungsplan von 1912 parallel zwischen Iduna- und Neukirchstraße verzeichnet, zwischen Kronprinzen- und Blankenburger Straße durchgehend. Da dieser Plan nach 1918 nicht realisiert wurde, ist die Trasse durch die Häuser der ersten Anlieger im Bereich zwischen Fro- und Erdastraße unterbrochen. Im Adressbuch des Jahres 1927 wurde sie als Dohnastraße aufgeführt in der Lage der anfangs vorgesehenen Donarstraße. Das Adelsgeschlecht der Dohna wurde erstmals 1127 erwähnt und 1156 mit der Burg Dohna (Donin) bei Pirna belehnt. Gräfin von Dohna, geborene von Holland-Brederode-Vianen, kaufte 1662 ein kleines Landgut in Niederschönhausen, auf dem sie ein Wohnhaus erbauen ließ; sie starb 1679. Ihr Gemahl, Graf Christoph Albrecht von Dohna (* 15. November 1621 Küstrin, † 14. Dezember 1677 Garz/Oder), war Generalleutnant im Heer des Großen Kurfürsten, Gouverneur von Küstrin und Statthalter in Halberstadt. Auf dem Gut und dem Wohnhaus wurde später das Schloß Schönhausen erbaut. Der Bezug der anfänglichen Namenswahl ist durch weitere nach preußischen Adelsfamilien benannte Straßen gedeckt. Letztlich setzte sich aber die umgebende Auswahl zur nordischen Mythologie durch. | Donarstraße |
| Eigerstraße (Lage)              | 0350                                | Eiger, Berg in den Berner Alpen | 1. Aug. 1997        | Die Straße wurde 1997 für eine Eigenheimsiedlung in späterer Nachbarschaft des ‚Blumenwinkels‘, westlich der vormaligen Bahntrasse und an einem noch bestehenden Gewerbeobjekt am Nordende der Straße 16 angelegt. Die Namenswahl für die Straße orientierte sich an dem nördlich der Malchower Straße Straßensystem mit Bezug zur Schweiz und den Alpen. Die Siedlung an der Eigerstraße umfasst den Neubau von 17 Eigentums-Reihenhäusern. Die Stadthäuser der Wohnanlage verfügen über eigene Gärten mit 140–280 m² Grundfläche. | Eignerstraße |
| Emblastraße (Lage)              | 0050                                | Embla, Frauenfigur des ersten Menschenpaares aus der germanischen Mythologie | 25. März 2024       | Die Emblastraße liegt westlich der Sigurdstraße und endet als Sackgasse an der KGA Dreieck Nord. Bis Mitte der 1930er Jahre wurde die Straße als Paulsgrund bezeichnet, seitdem hieß sie Straße 5. | Emblastraße |
| Erdastraße (Lage)               | 0120                                | Erda, germanische Erdgöttin | 26. Juli 1927       | Sie liegt im Siedlungsgebiet westlich der Blankenburger Straße zwischen Hödur- und Fasoltstraße. Die ruhige Wohnstraße ist mit Einfamilienhäusern bebaut. Im Zuge der Erdastraße ist im Bebauungsplan von 1912 parallel zwischen Iduna- und Neukirchstraße die Donarstraße verzeichnet, zwischen Kronprinzen- und Blankenburger Straße durchgehend. Da dieser Plan nach 1918 nicht umgesetzt wurde, ist der Bereich Fro-, Donar-, Erdastraße ohne Anschluss an die Blankenburger Straße. Bis 1930 waren vier Grundstücke (1, 2, 5, 6 zur Fasoltstraße hin) bebaut. Gemäß der gültihen Straßenliste (Stand 2013) gehören die Hausnummern 1, 2, 5, 5a, 6 und 7 zur Erdastraße. Die Eckgrundstücke an der Hödur- und der Fasoltstraße sind diesen zugeordnet. | Erdastraße |
| Eremitenstraße (Lage)           | 0115                                | „Der Eremit auf Formentera“, Singspiel von Conradin Kreutzer | 26. Nov. 1925       | Die Straße liegt im ‚Opernviertel‘ zwischen Othellostraße und der KGA ,Neu-Hoffnungsthal‘, ein gleichnamiger Fußweg führt zur Prenzlauer Promenade. Dieses Gebiet war vor dem Ersten Weltkrieg südlich der Rothenbachstraße anders geplant. 1930 ist diese Straße im Adressbuch genannt, jedoch zwischen Othellostraße und Am Wasserturm sind für die Parzellen 169–176, bereits mit Eigentümern versehen, Sommerhäuschen angegeben. Im Jahr 1943 waren die Grundstücken 2/4, 6, 10–14 (gerade) und 5 mit Wohnhäusern bebaut. Nummer 8 war ein Garten, südlich von Am Wasserturm folgte Feldmark. Per 2013 sind die Grundstücke 1–5, 11, 15 und 2a–16 an der Eremitenstraße bebaut. Die Parzell 8 in Verlängerung der Straße am Wasserturm ist weiterhin ein Gartengrundstück. Südlich schließt sich die oben genannte KGA an. | Eremitenstraße |
| Fafnerstraße (Lage)             | 0130 (im Ortsteil)                  | Fafner, Figur der nordischen Mythologie | vor 1911            | Sie verläuft an der nördlichen Ortsteilgrenze zu Blankenburg und gehört nur teilweise zu Heinersdorf. Auf dem Bebauungsplan von 1912 führt die Fafnerstraße von der Gemarkung Malchow, Straße 78, entlang der Gemarkung Blankenfelde parallel und teilweise über den Schmöckpfuhlgraben bis an die Stettiner Bahn und grenzt an die Gemarkung Pankow. Nach dieser Planung soll die Blankenburger Straße und die Trasse der Industriebahn gequert werden. Ab war eine Gabelung vorgesehen: die Fafnerstraße nach Westen und im Bogen nach Süden die Asgardstraße. Die Straße war auf einer Karte von 1911 bereits eingezeichnet und wurde ab 1912 im Berliner Adressbuch genannt. Sie liegt am Südufer des Schmöckpfuhlgrabens, der auf älteren Karten die Grenzlinie des Ortsteils zu Blankenfelde war. Nach den Angaben in der amtlichen Datenbank (Stand 2013) gehört das Straßenland zwischen Blankenburger Straße und der KGA Dreieck-Nord zu Blankenburg einschließlich der Grundstücke 14–38 und 23, 25, 33–43. Zu Heinersdorf gehört danach der (innerhalb der KGA) weiterführende Weg sowie die Grundstücke 42–48, zwischen Perchta- und Blankenburger Straße. Im Adressbuch 1943 ist die Fafnerstraße zwischen Midgard- und Blankenburger Straße mit Perchtastraße nach Süden angegeben, die Grundstücke der rechten Seite sind bebaut oder Parzellen und auf der linken Seite befindet sich ein Laubengelände. | Fafnerstraße |
| Fasoltstraße (Lage)             | 0350                                | Fasolt, Figur der Nibelungensage | 26. Juli 1927       | Die ruhige Wohnstraße ist mit Einfamilienhäusern bebaut. Im Heinersdorfer Bebauungsplan 1912 ist in diesem Bereich (zwischen der anders trassierten Hildestraße und Straße 39 zum Sleipnerplatz) keine Straße vorgesehen. Im geänderten Plan (wohl) als Straße 8 ausgewiesen, liegt sie zwischen Neukirch- und Sleipnerstraße (Sleipnerplatz). Im Jahr 1930 ist sie (in fortlaufender Nummerierung) auf 1 (zu Neukirchstraße 50/51), 3, 7, 8, nördlich der Donarstraße 11 (Sommerhäuschen), 14 (an der Idunastraße) bebaut. An der Neukirchstraße befindet sich eine Gärtnerei. Im 21. Jahrhundert umfasst die Fasoltstraße die Hausnummern 1–30 (9 fehlt, da hier die Erdastraße abgeht). | Fasolt |
| Figarostraße (Lage)             | 0450                                | Die Hochzeit des Figaro, Oper von Mozart | 26. Nov. 1925       | Im Adressbuch von 1926/1927 hieß der Verkehrsweg in dieser Trasse Fideliostraße; ein Schreibfehler darf vermutet werden. Die Straße liegt im ‚Opernviertel‘ zwischen der Prenzlauer Promenade und der KGA ,Neu-Hoffnungsthal‘ und ist die einzige Ausfahrt des Wohngebiets zur Prenzlauer Promenade. Das Gebiet südlich der Rothenbachstraße war im Plan von 1912 anders gegliedert. Die Lage zwischen den Gartenkolonien ,Eigenheime an der Rothenbachstraße‘ und ,Neuland-Hoffnungsthal‘ ergibt sich aus einer Umplanung in den 1920er Jahren und den Siedlungs- und Bauwünschen nach dem Zweiten Weltkrieg. | Figarostraße |
| Frithjofstraße (Lage)           | 0570                                | Frithjof, norwegischer Sagenheld | vor 1910            | Sie verbindet die Blankenburger Straße mit der Romain-Rolland-Straße und kreuzt die Midgardstraße. Im Bebauungsplan von 1912 (auch noch auf Karten von 1940) ist eine Hauptstraße durchgehend zur Heimdallstraße aufgeführt. Auf diesem Teilstück Romain-Rolland-Straße (damals: Kronprinzenstraße) bis Sleipnerstraße unterbricht die KGA ,Feuchter Winkel Ost’ den geplanten Lauf. Im Jahr 1943 liegt links (ungerade Seite) zwischen Kronprinzenstraße und Industriebahn Laubengelände, an den beiden Seiten der Bahn folgen die bebauten Grundstücke 47, 49 und entsprechend an der Midgardstraße 51/53 und 55. Die rechte, gerade Seite ist Laubengelände (2–44) und Einfamilienhäuser (46–78) und eine Baustelle. Der gültige Verlauf per 2013 umfasst die Hausnummern 7–11 und 47–77 (ungerade, ohne 65, 67) und 30, 40–78b (gerade ohne 42, 52, 58). Die Gleise der Industriebahn liegen noch über die Straße, deren Belag ausgebesserte Betonplatten sind. Vor den Grundstücken bestehen auf beiden Seiten zwei Meter breite Gehwege, die teils mit Gehwegplatten belegt sind, teils unbefestigt. Der geplante Frithjofplatz war nach Norden mit 120 × 120 m² zwischen Perchta-, Frithjof-, Midgardstraße, Am Frithjofplatz (heute: Straße 3) vorgesehen, wurde aber nicht realisiert. | Frithjofstraße, östlich der Romain-Rolland-Straße                                                                                |
| Frostraße (Lage)                | 0075                                | Fro, Figur der altnordischen Mythologie | 26. Juli 1927       | Die Frostraße ist eine kurze Erschließungsstraße von der Romain-Rolland- zur Hildestraße. Das Straßenland mit den beiden Grundstücken 1 und 2 Ecke Romain-Rolland-Straße ist auf der Donarstraße trassiert nach Bebauungsplan 1912. Aufgrund der nach 1920 folgenden freien Bebauung der Grundstücke zerbrach diese Führung in die Linie Fro-, Donar-, Erdastraße. Die ruhige Wohnstraße ist mit Einfamilienhäusern bebaut, die Eckgrundstücke der Hildestraße (16, 18) gehören zu dieser. Gegenüber der Frostraße endet die Metrostraßenbahnlinie M2. Der 1912 geplante Endpunkt wäre der Zentralbahnhof der Großen Berliner Straßenbahn an der Frithjofstraße gewesen. | Frostraße |
| Grimselweg (Lage)               | 0510                                | Grimsel, Berg im Berner Oberland | 5. Apr. 1934        | Der von der Axenstraße östliche Teil des Franz-Ries-Rings wurde nach der Verkürzung dieses Siedlungsgebietes auf den südlichen Teil (im Norden lag das Feuchtgebiet des Schmöckpfuhlgrabens) umbenannt, zunächst in seiner Länge ebenfalls als Kandertaler Weg. 1938 sind die Grundstücke zwischen Feldmark, Sarner Weg und Axenstraße wechselseitig (links ungerade 87–141, rechts gerade 94–142) nummeriert und auf 30 Grundstücken mit Siedlungshäusern und vier Sommerhäusern bebaut. Die Grundstücksnummerierung ist beibehalten worden, jedoch sind einige Grundstücke später aufgeteilt (128–128f) worden. Der Grimselweg liegt heute zwischen Axenstraße und dem Schreckhornweg über den er noch 50 Meter als Sackgasse weiterführt. Die Straße besitzt eine Fahrbahn aus einem 2,50 Meter breiten Asphaltband und wird auf beiden Seiten von etwa gleich breiten Randstreifen begleitet, die von den Anwohnern teilweise als Parkstreifen oder unbefestigter Gehweg genutzt werden. | Grimselweg |
| Heimdallstraße (Lage)           | 0470                                | Heimdall, ein Sohn Odins | vor 1911            | Die Straße hatte im Bebauungsplan 1912 eine Verbindung von der Fridthjofstraße bis Prenzlauer Promenade (damals: Uckermarkstraße), die noch auf Karten von 1940 verzeichnet ist. Auf diesem Gebiet liegt die KGA „Feuchter Winkel (Ost)“, heute endet die Straße an der Sleipnerstraße an einigen Siedlungshäusern und nördlich begrenzt der Heimdallgraben. | Heimdallstraße |
| Hibiskusweg (Lage)              | 0370                                | Hibiskus, Eibisch | 1. Jan. 1999        | Die Straße gehört zu einem neuen Verkehrswegenetz für die ab 1999 errichtete Eigenheimsiedlung ‚Blumenwinkel‘. Er bildet die Ostflanke der dreieckigen Wohnanlage südlich der Malchower Straße und endet im Süden nahe der Trasse der ehemaligen Industriebahn durch Heinersdorf. Diese Trasse ist nach Flächennutzungsplan für die östliche Umgehung des Ortskerns vorgesehen, da durch den (Stand: Mitte der 2010er Jahre) verkehrsreichen Straßenzug Rennbahn-/ Romain-Rolland-/ Rothenbachstraße Staus entstehen, auf dem Wege zwischen Lichtenberg/Weißensee und Pankow/Autobahnzufahrt. Damit hätte der Hibuskusweg dann südlich einen direkten Anschluss an das Hauptstraßensystem. | |
| Hildestraße (Lage)              | 0410                                | Hilde, Figur der nordischen Mythologie | vor 1911            | Sie liegt zwischen Sleipner- und Neukirchstraße. Im Winkel der Hildestraße mit der Idunastraße befindet sich der Friedhof Heinersdorf um 1910 als Gemeindefriedhof Heinersdorf nur die halbe Fläche bedeckte ohne die Hildestraße zu berühren, die aber laut Adressbuch 1930 scho erreicht ist. In der ursprünglichen Planung zum Villenvorort Heinersdorf war die Hildestraße unter diesem Namen geradlinig zwischen Sleipner- und Neukirchstraße vorgesehen. Im Süden wäre ein kleiner Platz mit einer Ausfahrt zur Romain-Rolland-Straße (damals: Kronprinzenstraße) entstanden, zwischen Donar- und Freyastraße an der Westseite der Hildeplatz. Durch die folgenden Kriegsjahre wurden die Pläne nicht umgesetzt, vielmehr begann Mitte der 1920er Jahre eine freie Besiedlung, teilweise mit neuem Bebauungsplan. Der Straßenname wurde von den neuen Siedlern übernommen, aber der Verlauf ist nun etwas westlicher und mit Knicken, da wohl nun die Bauten die Grundstücksgrenzen bestimmten. Laut Adressbuch 1930 liegen an der Sleipnerstraße die bebauten Grundstücke von H. Berneteit, bewohnt vom Monteur Philippi und auf 2 vom Pumpenwärter Junk und dem Bankbeamten Karpinski, südlich der Idunastraße folgen die fortlaufend nummerierten Grundstücke 12–26, rückläufig 27–50, davon sind 18 bebaut und bewohnt, 17 und 21 existieren nicht. Heute bestehen die Grundstücke 1–25 und 27–50 (Ostseite), 3–6 sind im Friedhof aufgegangen, auf 17 liegt die Frostraße und 21 ist nun das Hintergrundstück von 22/23. Die Eckgrundstücke Sleipner-, östlich an der Iduna- und am Ausgang zur Neukirchstraße sind nicht zur Hildestraße adressiert. | Hildestraße |
| Hödurstraße (Lage)              | 0520                                | Hödur, blinder Gott der Asen | 28. Apr. 1937       | Die Straße liegt parallel südlich der Sleipnerstraße. Von 1903 bis 1937 trug die Straße den Namen Bungestraße, im Adressbuch 1938 ist der Vermerk „Bungestraße s. Hödurstraße“ aufgenommen. Im Plan zum Villenvorort von 1912 ist sie in diesem Verlauf als Straße 39 aufgenommen, gelegen zwischen der Anbindung der Rothenbach- an die Kronprinzen-/Kaiser-Wilhelm-Straße und einem grünen Platz am Wechsel der Blankenburger Straße über die Kreis Industrie Bahn nördlich der ‚Güterladestelle Heinersdorf‘. Hier verläuft die Straße heute noch zwischen Romain-Rolland-Straße und der Blankenburger / Ecke Mimestraße. 1938 ist die Hödurstraße mit Grundstücken in Wechselnummerierung rechts gerade (2–58 zur Mimestraße) und links ungerade mit 1–57 (Nr. 57 Ecke Idunastraße) ausgezeichnet, davon sind 25 mit Siedlungshäusern bebaut und eins mit einem Sommerhäuschen, einige existieren nicht. Grundstück 9–19 (links Ecke Neukirchstraße) und 12 gehören zur Gärtnerei Dehmlow bzw. Wartenberg. Im Haus 31 ist der Gartenstadt Heinersdorf e. V. mit seinem Sitz. | Blick in die Hödurstraße von der R.-Rolland-Str. aus                                                                             |
| Idunastraße (Lage)              | 0835                                | Iduna, Göttin der altnordischen Mythologie | vor 1911            | Die Straße liegt südlicher parallel zur Sleipnerstraße zwischen Heimdall- und Hödurstraße über die Romain-Rolland-Straße hinweg. Der um Gartenstadtplan 1912 vorhandene Anschluss zur Blankenburger Straße über den Grünplatz fiel Weg weil dieser nicht realisiert wurde, sondern erfolgt heute über 50 Meter Hödur- und 40 Meter Mimestraße. Im Adressbuch ist sie im Gegensatz zu den umliegenden Straßen erst ab 1917 aufgeführt, obwohl sie im Bebauungsplan von 1912 bereits bezeichnet wurde. Die ruhige Wohnstraße ist mit Einfamilienhäusern bebaut. Der Friedhof Heinersdorf liegt nördlich an der Straße zwischen Romain-Rolland- und Hildestraße. | Idunastraße |
| Indrastraße (Lage)              | 0290                                | Indra, Oper von Friedrich von Flotow | 26. Nov. 1925       | Die Straße liegt im ‚Opern-Viertel‘ zwischen Am Wasserturm und der KGA an der Othellostraße. Wie für alle Straßen dieses Viertels waren nach dem Gartenstadtplan andere Verläufe südlich der Rothenbachstraße vorgesehen. Mit der 1920er Jahre wurden andere Bebauungen geplant und Widmungen mit entsprechender Benennung wurden vom Verwaltungsbezirk durchgeführt. So ist die Indrastraße allerdings im Adressbuch 1930 erst mit dem Beyer’schen Haus des Oberpostsekretärs zwischen Am Wasserturm und Semiramisstraße (östlich abgehend) bebaut. Zwischen Othello- und Hugenottenstraße besitzt der Bäckermeister Mix die Parzelle 125 und N. Haase die 126. Auf der Gegenseite gehört die Parzelle 120 dem Fleischermeister W. Phillip und wohl vom Ingenieur F. Strenziok bewohnt. Heute wird die Straße nördlich von der ‚Erholungsanlage Eigenheime an der Rothenbachstraße‘ wo sie in einem Bogen in die Othellostraße übergeht und südlich von Am Wasserturm begrenzt. An der Westseite (gerade) liegen die Grundstücke 2–34 (samt 20a), gegenüber 1–31 (einschl. 3a, 27a, 27b), die südlichen Eckgrundstücke gehören zu Am Wasserturm 26 und 32, deren 28 und 30 Randstücke und Straßenlauf der Indrastraße „geschluckt“ haben. | Indrastraße |
| Ingeborgstraße (Lage)           | 0220                                | Ingeborg, Gestalt der Frithjofssage | vor 1911            | Die Straße war 1912 noch über die Romain-Rolland-Straße (damals Kronprinzenstraße) bis an die Heimdallstraße vorgesehen. Auf dem westlichen Ast jenseits der „Kreis-Industriebahn“ liegt heute die „KGA Dreieck Nord“. Im Adressbuch 1927 und 1930 ist die Ingeborgstraße am Heimdallplatz beginnend angegeben und unbebaut. Der Bebauungsplan zum Villenvorort verzeichnet die Ingeborgstraße zwischen Blankenburger Straße im nach Süden konkaven Bogen bis zur Frithjofstraße (nahe Heimdallplatz) über die Kronprinzenstraße und die Industriebahn hinweg. 1943 sind die Grundstücke 2 (Schmied A. Losch), 6/8 (Elektromonteur A. Köllner) und 3 (Polizeibeamter a. D. W. Krajewski) bebaut und bewohnt, sie liegen zwischen Blankenburger Straße und „Bahndamm“, nach Norden zur Midgardstraße liegen Parzellen. | Ingeborgstraße, Blick zur Blankenburger Straße                                                                                   |
| Irisring (Lage)                 | 0220                                | Iris (Schwertlilien) | 1. Jan. 1999        | Die Straße gehört zu einem neuen Verkehrswegenetz für die ab 1999 errichtete Eigenheimsiedlung ‚Blumenwinkel‘. Der Irisring erschließt auf der dreieckigen Siedlungsfläche vom Bromelienweg nach Süden abgehend die zur Spitze des Dreiecks angelegten Grundstücke, deren ungleiche Form durch eine dreieckige Gartenfläche der Reihenhäuser des Südwestabschnitts ausgeglichen wird. | Irisring |
| Kandertaler Weg (Lage)          | 0380                                | Tal der Kander, Berner Oberland | 23. Jan. 1931       | Der von der Axenstraße westliche Teil des Franz-Ries-Rings wurde nach der Verkürzung dieses Siedlungsgebietes auf den südlichen Teil (im Norden lag das Feuchtgebiet des Schmöckpfuhlgrabens) umbenannt. Er liegt zwischen Axenstraße und Wildstrubelweg vor der Brachfläche. Die Straße besitzt eine Fahrbahn aus einem 2,50 Meter breiten Asphaltband und wird auf beiden Seiten von etwa gleich breiten Randstreifen begleitet, die von den Anwohnern teilweise als Parkstreifen oder unbefestigter Gehweg genutzt werden. Vorher auch als Straße 15 und nichtamtlich als Franz-Ries-Ring bezeichnet wurde die gesamte Führung des Halbrings umbenannt. Im Adressbuch 1934 führt der Kandertaler Weg von Feldmark über den Sarner Weg und die Axenstraße und wiederum den Sarner Weg bis an die Feldmark, für die gegenüberliegende Straßenseite sind ab Feldmark rückläufig Orangenstraße, Sarner Weg, Theater-, Axen-, Sängerstraße, Sarner Weg und wieder zur Feldmark aufgeführt. Die Siedlungshäuser liegen jedoch 1934 noch auf unnummierten Grundstücken. Am 5. April 1934 wurde der Teil des Halbringes östlich der Axenstraße in Grimselweg umbenannt. Am Westende schlängelt sich der Schmöckpfuhlgraben um die Grundstücke zum Sarner (hinter 13 und 15, zwischen 11/13 und 12/14 quer und hinter 12 und 12 zum Schneehornweg zwischen 5/7 und 8/10 hindurch) zur KGA Kühler Grund. | Kandertaler Weg |
| Lokistraße (Lage)               | 0070                                | Loki, Gestalt der altnordischen Mythologie | 26. Juli 1927       | Vorher war es Straße 9 des nach dem Ersten Weltkrieg Mitte der 1920er Jahre aufgestellten Bebauungsplans. Sie erschließt ein dreieckiges Gebiet als kurze Straße von der Donarstraße ab die Grundstücke zur Idunastraße hin. Nach dem Bebauungsplan der Gartenstadt von 1912 überdeckt sie die geplante und nicht in Angriff genommene Freyastraße. Die Lokistraße ist fortlaufend nummeriert mit Nr. 1 von der östlichen Straßenseite an der Donarstraße bis Nr. 16 gegenüber. An dem quadratischen 13 m × 13 m Wendeplatz am Nordende der Straße liegen die Grundstücke 8–13 mit den Häusern 8/9 und 12/13 als Doppelreihenhaus, 10 ist ein Gartengrundstück und 11 ein Einfamilienhaus mit der Rückseite an der Idunastraße. | Lokistraße |
| Malchower Straße (Lage)         | 1250 (im Ortsteil)                  | Ortsverbindung nach Malchow | vor 1902            | Die Straße liegt nördlich vom Dorfkern zwischen der Blankenburger Straße und dem Maiglöckchenweg (in der KGA) an der Ortsteilgrenze mit dem Übergang in die Ortnitstraße. Die Straße gilt im Berliner Straßensystem als ergänzende Hauptstraße (Klasse IV des Straßenentwicklungsplans). In früheren Jahrhunderten als Malchower Weg angelegt wurde diese Ortsverbindung zwischen den Ortschaften Heinersdorf und Malchow, der auf Heinersdorfer Gemarkung der Richtung nach Malchower Weg hieß. Seine Fortsetzung auf Malchower Gemarkung wurde Heinersdorfer Weg genannt. Durch die Befestigung und die wachsende Vorortbedeutung von Heinersdorf zu Straße benannt. Es ist die Verbindungsstraße über die Ortnitstraße nach Malchow. An der Ecke Malchower Straße 27 / Wildstrubelpfad ist vom Bezirk Pankow ein Spielplatz, der zum gegenüberliegenden Neubaugebiet eingerichtet wurde. Als Straße wurde sie ab 1903 im Berliner Adressbuch genannt, ist aber bereits auf der Karte von 1902 eingezeichnet. | Malchower Straße in Verlängerung der Ornitstraße ab Ortsteilgrenze · Malchower Straße von der ehemaligen Industriebahn westwärts |
| Marianne-Foerster-Straße (Lage) | 0270                                | Marianne Foerster (1931–2010), Landschaftsarchitektin | 22. Dez. 2022       | Die Privatstraße verbindet die Iduna- mit der Neukirchstraße. | |
| Midgardstraße (Lage)            | 0580                                | Midgard, die menschenbewohnte Welt | vor 1911            | Die geschotterte kanalisierte Straße mit Rasenbanketten an den Grundstücken entlang wurde im Gartenstadtplan 1912 von der Blankenburger Straße nach Norden bis an die Gemarkung Blankenburg vorgesehen. Sie verbindet heute die Ingeborgstraße mit dem Abschluss nördlich der Straße 1 gelegen an einem Weg der von der Westecke der Fafnerstraße kommt. Im Adressbuch 1930 ist sie schon zwischen Ingeborg- und der Lynarstraße (heute: Straße 1) über die Frithjofstraße hinweg aufgenommen, links sind die Grundstücke 7, 9, 19, 21 und rechts 8, 10, 14, 14a und 20 mit Einfamilienhäusern bebaut und bewohnt. 1943 sind bebaute Grundstück links 3, 9–27 und jenseits der Frithjofstraße 39 und 47–61 bebaut und rechts 2–12 und jenseits einer Freifläche an der Straße 4 die Grundstücke 26 und 28 und jenseits der Frithjofstraße noch 38–42 und 60–66 bis zur Fafnerstraße markiert. Dieses Haus auf Grundstück 66 und das schräg gegenüberliegende 61 liegen am Rand der Kleingartenanlage (KGA Grabenwinkel von Blankenburg her), die hier vom Brunnenweg (einem Gartenweg) begrenzt wird. Hinzugekommen ist das Gebäude auf dem Grundstück 65 das auf Anlagengelände liegt. 44–48 nach Nord und 41 und 43 gegenüber liegen auf dem Gelände der „Anlage Dreieck Nord“. Hinter den Grundstücken auf der Westseite verlief die Kreis Industriebahn durch Heinersdorf. | Midgardstraße |
| Mimestraße (Lage)               | 0230                                | Mime, Schmied der altnorwegischen Thidrekssaga | 26. Juli 1927       | Im Bebauungsplan von 1908 und 1912 für die Villenvorstadt Heinersdorf ist westlich der Industriebahn die Straße 99 am Sleipnerplatz zur Sleipnerstraße eingetragen, mit der Lage an der Bahn wird Mitte der 1920er Jahre eine Straße 6 trassiert. Die 1927 benannte Straße ist nach Nordost wegen der Bahnstrecke ohne Grundstücke und liegt zwischen der Blankenburger und der Fasoltstraße und an deren Südseite die Grundstücke 3–11, wobei 3 ein Gartengrundstück ist und das Haus auf 5 zu dem Grundstück 7 dazugehört. | Mimestraße |
| Morschacher Weg (Lage)          | 050                                 | Morschach, Ort im Kanton Schwyz | 31. Jan. 1931       | Die Straße 35 war die Bezeichnung auf dem Bebauungsplan der Mitte der 1920er Jahre, nichtamtlich von den Anliegern Rahmenstraße genannt. In Scherls Straßenführer 1929 ist die Straße 35 unter ihrem nichtamtlichen Namen Rahmenstraße angegeben. Es ist der kurze Straßenabschnitt westlich der Axenstraße vom Sarner Weg ab. Er endet an der Grün-/ Brachfläche, da auf dem Feuchtgebiet am Schmöckenpfuhlgraben die hier bestehende Siedlungsstruktur am Franz-Ries-Ring nicht umgesetzt wurde. Die unbefestigte Straße ist als Sackgasse markiert. Zugeordnet sind die Grundstücke östlich 4, 4a, 6 und westlich 3, 5, wobei 1 wohl in den Sarner Weg 21 aufging. | Morschacher Weg |
| Muspelsteig (Lage)              | 0330 (im Ortsteil – nur westseitig) | Muspell, Symbolgestalt für das Feuer in der germanischen Mythologie | 22. Aug. 1936       | Der Muspelsteig liegt zwischen Ornitstraße und Am Graben in der Stadtrandsiedlung Malchow (Bezirk Pankow), zu der das gesamte Straßenland, die östlichen Grundstücke und der zur Ornitstraße nach Südosten biegende Abschnitt an den Schrebergärten gehört. Zum Ortsteil gehören die Grundstücke 4b, 6 und 8, die gegenüber vom Ostaraweg angelegt wurden und eigentlich die Hintergrundstücke zum Wischbergeweg 122–128 sind, die benachbarten 116, 120a werden vom Wischbergeweg adressiert. Teilweise haben auch andere Grundstücke einen Zugang vom Muspelsteig, der als Straße aus einem 3,50 Meter breiten Asphaltband und unbefestigten Randstreifen vor den (Zäunen der) Grundstücken besteht. Der Asphaltbelag endet in Höhe von Am Graben an einer Schrankenanlage, die die freie Zufahrt zum Sterntalerweg, einer gepflasterten Privatgartenstraße in der Kolonie Märchenland, beschränkt und an dem die Ortsteilgrenze weiterhin auf der Westseite verbleibt. Im Adressbuch 1938 ist der Muspelsteig unter Verwaltungsbezirk Weißensee (Ortsteil Malchow) aufgenommen: In der Nummerierung der Grundstücke: linksseitig liegen 1 nördlich Runenzeile, 3 bis und 5 ab Ostaraweg sind Baustellen 7–35 (über die Ornitstraße nach Süden weiter) gehören der Stadt Berlin (verwaltet von der Gehag in SO 16, größtenteils schon an Arbeiter und kleine Angestellte verpachtet), die weiteren 37 und 39 folgen am Verbindungsweg. Die rechte (westliche, also die Heinersdorfer) Seite bis Gemarkung Weißensee ist als Baustelle bezeichnet. | Muspelsteig von der Malchower Straße nordwärts                                                                                   |
| Neukirchstraße (Lage)           | 0600                                | Georg Neukirch, Eigentümer einer Heinersdorfer Gärtnerei | vor 1898            | Sie verlief ursprünglich von der Blankenburger Straße zur Prenzlauer Promenade, in Richtung Blankenburger endet sie jetzt bereits an der Hödurstraße. Zur Blankenburger Straße geht nur ein Fuß- und Radweg, durch den Bau der A 114 endete sie vor der Prenzlauer Promenade, es wurde jedoch wegen des hiesigen Baumarkts ein Anschluss für Kraftfahrzeuge geschaffen. Die Straße erhielt bereits zu Lebzeiten des Gärtners Neukirch ihren Namen. Im Adressbuch von 1898 sind die Grundstücke 1–12 (fortlaufend) und 17 zwischen Prenzlauer Chaussee und Franzstraße aufgeführt. Von diesen 13 Grundstücken sind für zehn Gärtnereibesitzer als Eigentümer (F. Kopp, F. Haase, E. Mulack, F. Bastel, 5: M. Neukirch, Gärtnereibesitzerin, O. May, Neubauer, F. Lasse, F. Schuckar, F. Hesse, N.Neukirch in 17) angegeben, sowie die Witwe E. Brose (7) und der Ackerbürger E. Fielekind (11). | Neukirchstraße |
| Othellostraße (Lage)            | 0230                                | Othello, Oper von Giuseppe Verdi | 26. Nov. 1925       | Die Straße liegt im ‚Opernviertel‘ zwischen Eremiten- und Indrastraße. Das Opernviertel zwischen der Kolonie Eigenheim an der Rothenbachstraße im Norden und der KGA Neu-Hoffnungsthal war vor dem Ersten Weltkrieg mit anderer Straßenlage im Bebauungsplan der Gartenvorstadt Heinersdorf geplant. Später wurde Mitte der 1920er Jahre ein geänderter Bebauungsplan erstellt und die hier liegenden Straßen wurden 1925 benannt. Die durchgehende Siedlung, südlich der Rothenbach- bis an die Treskowstraße wurde allerdings ebenfalls nicht vollendet. Die Othellostraße geht nach Westen in einen abbiegenden Abschnitt der Eremitenstraße, der als Fuß- und Radweg zur Prenzlauer Promenade durchführt und nach Osten im (kurzen) Bogen an der Gartenkolonie zur Indrastraße über. Die Straße besitzt eine sechs Meter breite asphaltierte Fahrbahndecke und an jeder Seite einen zwei Meter breiten befestigten Gehweg. | Othellostraße |
| Perchtastraße (Lage)            | 0270                                | Perchta, in der Mittwinterzeit erscheinende, unheilbringende Frauengestalt | vor 1911            | Sie verläuft westlich der Blankenburger Straße zwischen Fafner- und Frithjofstraße. Die Straßen 1, 2 und 3 gehen von ihr ab. Bereits im Bebauungsplan 1908 (da noch unbezeichnet, 1912 benannt) ist die Perchtastraße zwischen Blankenburger Straße und Industriebahn im Karree Midgard-, Fafner-, Blankenburger, Frithjofstraße aufgeführt. 1927 unbebaut, ist 1930 Ecke Fafnerstraße das Reiche’sche Haus aufgeführt, in dem der Arbeiter A.Griese wohnt. 1938 bestehen neun bewohnte und ein Sommerhäuschen. Heute bestehen die Grundstücke 3–23 (ungerade) und 4–24 (gerade), wobei 17 durch Straße 1 nicht mehr existiert, 10, 12, 24 sind Gärten und 1, 2 sind Eckgrundstücke der Nachbarstraße. | Perchtastraße |
| Platz A (Lage)                  | 0130 × 50                           | nach dem Bebauungsplan aus Mitte der 1920er Jahre benannt | nach 1925           | Die mit der Bauplanung Mitte der 1920er Jahre an der Midgardstraße als Stadtplatz geplante Fläche liegt auf der Straße 4. Es ist heute eine mit Bäumen und Strauchwerk bewachsene Grünfläche, die von einer 3,20 Meter breiten Fahrbahn umgeben ist. Teilweise ist ein Rasenbankett am Außenrand zur Grundstücksgrenze, teilweise führt ein als Standfläche für die Anliegerfahrzeuge genutzte unbefestigte Einbuchtung auf die Innenseite. An der Nordflanke wurde vom Bezirk ein Spielplatz für die umliegende Siedlung eingerichtet. Die umgebenden Grundstücke sind der Straße 4 zugeordnet, der Platz selbst ist nicht adressiert. | Platz A |
| Prenzlauer Promenade (Lage)     | 2000 (im Ortsteil, nur Ostseite)    | Ausfallstraße nach Prenzlau, Kreisstadt in der Uckermark, Brandenburg | 1912                | Die Prenzlauer Promenade ist ein Abschnitt der B 109 und der östliche Straßenrand (an den Grundstücksgrenzen) bildet zwischen Neukirchstraße am hier liegenden Übergang in die A 114 und der Kreuzung Thulestraße / Am Steinberg (im Süden) die Ortsteilgrenze Heinersdorf zu Pankow. Als Bundesstraße und den Anschluss der Autobahn besitzt die Prenzlauer Promenade im Berliner Straßensystem den Status einer großräumigen Straßenverbindung (Kategorie I). Zwischen 1788 und 1906 trug sie entsprechend der Lage als Ausfallstraße nach Norden die Bezeichnung Prenzlauer Chaussee und war Teil der Provinzialchaussee Berlin-Prenzlau. Mit der Berlin-Stettiner Eisenbahn und dem Bau der „Schwarzen Brücke“ führte der Verlauf in die Gemarkung Pankow zur Damerowstraße. Die Chaussee wird nach dem Ziel Uckermark Uckermärkische Landstraße, Uckermärkische Heerstraße oder einfach Straße nach Buchholz bezeichnet. 1908 ist sie als Uckermärkische Straße und auf dem Bebauungsplan 1912 zur Gartenstadt Heinersdorf Uckermarkstraße, wobei sie schon zu diesem Zeitpunkt aus zwei getrennten Fahrbahnen mit grünem Mittelstreifen bestand. Zum Ortsteil Heinersdorf gehören die östlichen Grundstücke von Am Steinberg und über die Heimdallstraße bis ans Bahngelände, aber nicht mehr die Hochstraße (die Ende der 1970er Jahre die Schwarze Brücke ersetzte) mit dem Übergang zur Autobahn. Die Grundstücke der Straße sind hufeisennummeriert so liegen 26–88 in Heinersdorf. Zwischen Am Steinberg und Treskowstraße befinden sich Gewerbeobjekte, ein Oberstufenzentrum und eine Tankstelle, und nördlich der Treskowstraße (47, 47a, 47b, 48) folgen siebengeschossige Wohnneubauten und dann Gartengrundstücke der benachbarten Kleingartenanlagen. Zur Figarostraße hin folgen zwei Tankstellen mit Nebenanlagen und die dreigeschossigen Wohnhäuser 75–79 aus den 1930er Jahren; weiteren Gartengrundstücken folgt an der Rothenbachstraße noch eine Tankstelle und nach Norden an Tinius- und Neukirchstraße gibt es Gewerbeflächen. Im Jahr 1927 waren die Grundstücke 24–88 bereits Heinersdorf zugeschrieben, mit Besitz des Gärtners Poggendorf (26/27), auf 36 ein Holzplatz, 37 im Besitz eines Lackiereres, 38/39 gehört dem Graveur Kramp, Ecke Treskowstraße (47, 48, 49) das Haus 60 und 68, 69 (Ecke Othellostraße) sind bewohnte Häuser, teilweise Mehrfamilienhäuser, Ecke Figarostraße auf 75 steht ein Wohnhaus, im Weiteren sind die Grundstücke Rothenbach-, Tinius-, Neukirch-, Heimdallstraße als Baustelle bezeichnet. | Die Ostseite der Prenzlauer Promenade in Blickrichtung stadtwärts.                                                               |
| Romain-Rolland-Straße (Lage)    | 2470                                | Romain Rolland (1866–1944), französischer Schriftsteller | 12. Apr. 1951       | Sie quert das Ortsteilzentrum und liegt zwischen Frithjofstraße im Norden und dem Wischbergeweg im Osten, über die Ortsteilgrenze in der Rennbahnstraße fortgesetzt. Im Berliner Straßennetz sind 1030 Meter als übergeordnete Hauptstraße aufgenommen, Klasse II nach Straßenentwicklungsplan (StEP). Der verbleibende nach Norden führende Abschnitt wird als ergänzende Hauptstraße im Berliner System geführt. Der östliche Teil von der Rothenbachstraße an hieß überliefert Dorfstraße und erhielt 1902 zusammen mit dem Weißenseer Weg (an die Rennbahnstraße nach Weißensee) den Namen Kaiser-Wilhelm-Straße. Der Teil nördlich der Rothenbachstraße war als Feldweg unbefestigt und die Ortsverbindung Buchholzer Weg und ist ab 1903 als Kronprinzenstraße bezeichnet. 1908 diese Trasse unbebaut. Der ehemalige Dorfkern mit den Häusern Romain-Rolland-Straße 43, 49, 50–62, 66 und die ehemaligen Bauerngehöfte mit dem Dorfkrug (2. Hälfte 19. Jh.) bilden ein Baudenkmalsensemble. Dazu gehören ebenfalls die ab 1300 erbaute Dorfkirche mit dem Pfarrhaus von 1909 und dem Gemeindesaal (um 1922) Wegen der häufigen Staus von der Weißenseer Rennbahnstraße vor der Einmündung der Berliner Straße am Ortskern war Mitte der 1990er Jahre eine Umgehung auf der Trasse der Niederbarnimer Industriebahn zur Blankenburger Straße im Gespräch zu deren Bauplanung es bisher nicht kam. | Historische Villa in der Romain-Rolland-Straße am Übergang alten Dorfkern · Romain-Rollandstraße am östlichen Ortsteilrand       |
| Rothenbachstraße (Lage)         | 0670                                | Emil Hermann Rothenbach (1862–1922), Grundbesitzer | vor 1898            | Die Rothenbachstraße liegt zwischen Prenzlauer Promenade und Romain-Rolland-Straße. Im Berliner Straßennetz ist sie als übergeordnete Hauptstraße aufgenommen, Klasse II nach Straßenentwicklungsplan (StEP). Wegen der häufigen Staus auf der Trasse Rothenbach-/ Romain-Rolland-/ Weißenseer Rennbahnstraße am Ortskern ist seit Mitte der 1990er Jahre eine Umgehung auf der Trasse der Niederbarnimer Industriebahn über die Malchower Straße zur Blankenburger Straße und nördliche Ortsumgehung zur Rothenbachstraße im Gespräch, 2013 erfolgte dafür die Änderung des Flächennutzungsplans. Ursprünglich – bis in die 1850er Jahre – war hier ein unbefestigter Verkehrsweg, Pankower Weg oder Alter Mühlenweg genannt. Die Familie Rothenbach war seit mehreren Generationen ansässig und betrieb Windmühlen an der Ecke Rothenbachstraße (Gemarkung Heinersdorf) und Ecke Kissingenstraße (Gemarkung Pankow). Rothenbachs Grundstücke lagen südlich der Straße und er stiftete Land für die Anlage einer Straße, statt des Feldwegs nach Pankow. Der Name ist erstmals im Adressbuch von 1898 genannt. Anfang der 1950er Jahre fuhr hier Stasi-Minister Zaisser zwischen seinem Wohnort in Pankow-Städtchen und dem Dienstsitz in Lichtenberg, deshalb wurde der Straßenbelag zu diesem frühen Zeitpunkt schon asphaltiert. Südlich der Straße liegt die Gartenfläche der Anlage Eigenheime an der Rothenbachstraße und an ihrem Ostteil Eigenheimgebiet. Zur Prenzlauer Promenade hin befinden sich Gewerbebetriebe, an der Nordseite auf der Fläche des ehemaligen Kombinats Lacke & Farben (Lacufa). | Rothenbachstraße |
| Rudolf-Spitzley-Straße (Lage)   | 0110                                | Rudolf Spitzley (1935–1996), Gründer der Firma „bitocolor Rudolf-Spitzley GmbH Großhandel Farben, Tapeten, Bodenbeläge“ | 2. Juni 2015        | Die ehemalige Straße 16 liegt nördlich der Romain-Rolland-Straße und endet als Sackgasse am Grundstück 14. Die Straße wurde um 1935 angelegt. Über die Eigentümergrenze war die projektierte, aber nicht angelegte Straße 17 vorgesehen. Mit dem Anlegen der Straße 16 waren die Grundstücke 1–7 (ungerade, Westseite) und 2–12 (gerade) parzelliert und wurden in den 1940er Jahren bebaut. Statt Straße 17 kamen in den 1960er Jahren zwei Industriegrundstücke 11 und 14 hinzu. 1991 wurde der hier ansässige VEB Ausbau stillgelegt und die Industriefläche beräumt. Grundstück 11 wurde der Siedlung an der Eigerstraße zugeschlagen. Die Nummer 14 übernahm die Bito Berlin Verkaufs GmbH. Diese regte eine Benennung der Straße nach Rudolf Spitzley an, dem Firmeninhaber der früheren bitocolor Rudolf-Spitzley GmbH Großhandel Farben, Tapeten, Bodenbeläge, durch Formwechsel heute bito ag. Er kam 1996 bei einem Flugzeugabsturz ums Leben. | |
| Sarner Weg (Lage)               | 0800                                | Sarn, ehemals selbstständige Gemeinde in der Schweiz | 23. Jan. 1931       | Im Bebauungsplan (aus der Mitte der 1920er Jahre) als Straße 13 aufgeführt, waren auf dieser Trasse nichtamtliche Namen Hohe Straße, Knaufstraße und Realstraße von den Anliegern gewählt worden, Im Adressbuch wird von diesen inoffiziellen Wegenamen auf den Sarner Weg verwiesen. Von der Malchower Straße ist (1930) ein Lagerplatz für Kohlen verzeichnet, bis zum Kandertaler Weg folgen drei Wohnhäuser und Baustellen, zur Achsenstraße weitere vier Grundstücke mit Siedlungshäuser, zusätzlich ein Sommerhaus. Bis zum Kandertaler Weg folgt ein weiteres Haus und bis Wischbergeweg ist „Baustellen“ angegeben, auf der gegenüberliegenden (nördlichen) Straßenseite liegt ein Sommerhäuschen, zum Schächentaler Weg und der Achsenstraße folgen Baustellen, zwischen den folgenden als Baustelle genannten Grundstücken bis Morschacher Weg steht das Dummer’sche und das Wessels’sche Haus, bevor bis zur Malchower Straße der Kandertaler Weg abermals gekreuzt wird. Im aktuellen Verzeichnis sind die wechselnummerierten Grundstücke 1–57 und 2–58 zwischen Malchower Straße und Wischbergeweg angegeben, wobei 34 und 35 an beiden Seiten des Achsenwegs Gartenflächen sind, alle anderen sind mit Siedlungshäusern bebaut. Durch die Zusammenfassung der vorherigen wege besitzt der Sarner Weg einen doppelt geknickten Verlauf, am Schächentaler und am Morschacher Weg. | Sarner Weg |
| Schächentaler Weg (Lage)        | 0090                                | Schächental, Seitental der Reuß im Kanton Uri, Schweiz | 23. Jan. 1931       | Nach dem Bebauungsplan der hier liegenden Ringsiedlung als Straße 36, nichtamtlich Tiefe Straße. Diese neue Planung griff nicht die breite Allee von 1912 auf. Die Straße, parallel zum Achsenweg vom Sarner Weg bis zu einem an der nicht realisierten Mittelachse gespiegelten Weg geplant, blieb in der Bebauung unvollendet und endet am Feuchtgebiet des Schmöckpfuhlgrabens. Zugeordnet sind die Grundstücke 4–10 (gerade) und 5–9 (ungerade), die beiden Grundstücke am Knick des Sarner Wegs sind diesem zugeordnet (43, 45). | Schächentaler Weg |
| Schneehornpfad (Lage)           | 0200                                | Schneehorn, Gneispyramide der Adula-Alpen | 23. Jan. 1931       | Amtlich wurde sie nach dem neueren Bebauungsplan östlich von der Güterladestelle Heinersdorf zur südöstlichen Besiedlung am Schmöckpfuhlgraben als Straße 14 bezeichnet. Von den Anliegern wurde sie nichtamtlich als Freie Straße und im Adressbuch 1930 ist die Freie Straße zwischen Malchower Straße und Laubengelände mit dem Eickenroth’schen (Magistratsbeamter) und dem Wilharm’schen Haus (Werkmeister) aufgeführt, 1938 sind die Grundstücke nummeriert. Eickenroth ist der Eigentümer des Sechsparteienhauses Nr. 5/7 und Wilharm der Nr. 15, zudem sind Nr. 3, 23 und auf der rechten Seite 4, 8, 14, 16 und 20 bebaut, das bebaute Grundstück 13 ist unbewohnt, Nr. 17 existiert nicht und auf 6 steht ein Sommerhaus, die anderen Grundstücke bis Nr. 22 sind als Parzellen angegeben. Der Schneehornpfad geht als Sackgasse von der Malchower Straße und endet im Nordosten in einem abknickenden Wendehammer in der „KGA Kühler Grund“. | Schneehornpfad |
| Schreckhornweg (Lage)           | 0420 (im Ortsteil – nur westseitig) | Schreckhorn, zwei Gipfel im Berner Oberland | 23. Jan. 1931       | Als Straße 37 im Bebauungsplan (der Mitte der 1920er Jahre den Gartenstadtplan von 1912 ersetzte) für den Heinersdorfer Südosten benannt. Entsprechend der Lage im Winkel zur Gemarkung Malchow war sie ab 1927 im Berliner Adressbuch nichtamtlich als Winkelstraße aufgeführt. Der Schreckhornweg liegt über den Grimselweg bis an die Ortsteilgrenze zur Stadtrandsiedlung Malchow, die am Muspelsteig entlang führt. Dadurch gibt es einen Zugang zur Gartensiedlung ‚Märchenland‘, über einen Zuflussgraben des Schmöckpfuhlgrabens. | Schreckhornweg |
| Semiramisstraße (Lage)          | 0130                                | Semiramis, Oper von Gioachino Rossini | 26. Nov. 1925       | Die Straße liegt im ‚Opernviertel‘ zwischen Indra- und Zampastraße, wobei sie mit einem Bogen in letztere übergeht. Mit der veränderten Planung aus den 1920er Jahren wurde südlich der Rothenbachstraße eine schrägliegende Straßenführung vorgesehen. Im Berliner Adressbuch 1925 und 1926 wurde die Straße nichtamtlich als Normastraße bezeichnet. Dieser Name bezieht sich auf die Bellini-Oper Norma. Im Umkreis der Semiramisstraße befinden sich weitere nach bekannten Opernwerken benannte Straßen. 1930 ist sie noch unbebaut. Nach dem heutigen Verlauf der Straße Am Wasserturm ergibt sich, dass die Planung dieses Gebiets zwischen Prenzlauer Promenade und Tino-Schwierzina-Straße mit Eigenheimbauten nicht komplett umgesetzt wurde. | Semiramisstraße |
| Sigurdstraße (Lage)             | 0220                                | Sigurd, Gestalt der germanischen und nordischen Heldensage | vor 1911            | Sie liegt östlich parallel der Romain-Rolland-Straße und als südliche Querstraße von der Frithjofstraße erschließt sie Gelände westlich der ehemaligen Industriebahn, ergänzt wird sie durch die Emblastraße, die wiederum von ihr als Sackgasse abgeht. Die Sigurdstraße endet im Süden vor der KGA Dreieck Nord. Die Straße ist auf einer Karte von 1911 und in der Bauplanung der Gartenstadt Heinersdorf namentlich eingezeichnet. Sie wurde ab 1912 im Berliner Adressbuch genannt, zunächst jedoch mit dem Zusatz unbebaut. 1930 aufgeführt zwischen Frithjofstraße und Paulsgrund sind die zwei bebauten Grundstücke 1 und 2 an der Frithjofstraße genannt. Im Gartenstadtplan von 1912 ist sie allerdings bis zur Sleipnerstraße eingezeichnet, mit der sie einen Dreieckplatz bildet. | Sigurdstraße |
| Sleipnerplatz (Lage)            | 100 × 100 × 70                      | Sleipner, achtbeiniges Pferd des Asengottes Odin | um 1912             | Der Platz liegt am östlichen Ende der Sleipnerstraße und geht in die Mimestraße über. Er ist als kleiner Stadtplatz geplant, bildet im aktuellen Zustand eine ausgeformte Straßenkreuzung mit Gesträuch und dichten Bäumen am Nordost-Rand zur ehemaligen Industriebahnstrecke hin. Das Gelände östlich der Bahntrasse bis an die Blankenburger Straße ist eine Gewerbefläche (Autohäuser). | Sleipnerplatz |
| Sleipnerstraße (Lage)           | 0360                                | Sleipner, achtbeiniges Pferd von Odin | vor 1911            | Die Sleipnerstraße liegt nördlich und parallel zur Idunastraße zwischen Heimdall- und Fasoltstraße (Sleipnerplatz). An der Mündung der (heute nicht mehr durchgehenden) Sigurdstraße war ein dreieckiger Stadtplatz vorgesehen, heute liegt auf diesem geplanten Bereich hinter den Grundstücken der Sleipnerstraße die KGA Dreieck Nord. Es ist die nördlichste der nach dem Plan von 1912 schon parzellierten Straßen. Dementsprechend sind die Grundstücke (fortlaufend nummeriert) der Straße nach Adressbuch 1930 mit 1–33 (Heimdallstraße zu Sleipnerplatz) und 34–57 (rückläufig) mit 44 Siedlungshäusern und zwei Sommerhäusern nahezu vollständig bebaut. Seither sind viele Wohnhäuser saniert oder neu erbaut worden. | Sleipnerstraße |
| Straße 1 (Lage)                 | 0100                                | nach Bebauungsplan | um 1932             | Die Straße 1 liegt nördlich der Straße 3 zwischen der Midgard- und der Perchtastraße. Im Adressbuch 1943 ist die Straße 1 mit den bewohnten Grundstücken 12 (Werkmeister K. Prohaska) und 13 (Postbetriebsassistent B. Graetz) genannt, die anderen Grundstücke 1–17 (links ab Midgardstraße, ungerade) und 2–18 (gerade, rechts zur Perchtastraße) sind als Laubengelände erfasst. 7, 9, 11 existieren jedoch nicht. Die Grundstücksaufteilung gilt auch noch Mitte der 2010er Jahre. Für 1922 sind die begrenzenden Straßen auf der Karte im Adressbuch schon verzeichnet, die Straße 1 als deren Querstraße erscheint erst auf dem Plan von 1925. Der von den Anliegern genutzte Name Kirschenallee wurde anfangs auch im Adressbuch benutzt, seit 1932 wurde die noch heute genutzte amtliche Nummern-Bezeichnung eingetragen. | Straße 1 |
| Straße 2 (Lage)                 | 0130                                | nach Bebauungsplan | um 1925             | Die Straße 2 verlängert die Straße 3 westwärts von der Perchta- zur Blankenburger Straße. 1943 sind für die Straße 2 die Grundstücke wie noch heute notiert, überwiegend sind es Baustellen Grundstück 3 ist vom Fleischer B. Pfeiffer besiedelt, auf 2 der Mauerer G. Lachmann und auf 6 ist A. Garcinski der Eigentümer, das Grundstück bewohnt der Drucker W. Dorn. Im Haus 4 leben der Glaser W. Dorn und der Pensionär G. Baalke. Für 1922 sind die begrenzenden Straßen auf der Karte im Adressbuch schon verzeichnet, aber Straße 2 als Querstraße erst auf dem Plan von 1925. | Straße 2 |
| Straße 3 (Lage)                 | 0160                                | nach Bebauungsplan | 1931                | Die Straße 3 verlängert die Straße 2 ostwärts von der Perchta- zur Midgardstraße. Die Grundstücke 1–5 und 11–15, sowie 2–6 der Straße 3 sind 1943 als Parzellen ausgewiesen. 7, 9 sowie 8–14 sind bereits mit Siedlungshäusern bebaut. Das Grundstück 16 ist, wie auch heute noch der Perchtastraße zugeordnet. Für 1922 sind die begrenzenden Straßen (Percht-, Midgardstraße nach Bebauungsplan) auf der Karte im Adressbuch schon verzeichnet, aber Straße 3 als Querstraße erst auf dem Plan von 1925. Vor 1929 bis zur Nummernbenennung 1931/1932 trug sie die nichtamtliche Bezeichnung Lynarstraße. Im Plan von 1912 war nördlich der Frithjofstraße der Frithjofplatz mit etwa 120 × 120 m² vorgesehen, dessen Nordseite als Am Frithjofplatz ausgewiesen ist, der Platz wurde nicht realisiert, aber es begann die Bebauung. Laut Adressbuch 1930 existieren in der Lynarstraße das Brosin’sche und das Neuendorff’sche Haus. | Straße 3 |
| Straße 4 (Lage)                 | 0280                                | nach Bebauungsplan | um 1932             | Die Straße 4 liegt zwischen Midgard- und Blankenburger Straße und umschließt den Platz A beidseits. Die ungeraden Grundstücke 3–17 liegen am Nordast der Straße 4, die geraden 6–18 am Abschnitt südlich vom Platz A. Speziell das Grundstück 18 an der Zufahrtsstraße zwischen Blankenburger Straße und Platz A, die anderen hier gehören zur Blankenburger Straße. Diese Zuordnung existiert bereits nach den Angaben im Adressbuch 1943 17 zu Blankenburger Straße 72, zum anderen ist für 4 existiert nicht und 6 gehört zur Midgardstraße angegeben, letzteres im Gegensatz zur heutigen Verteilung. Die Bebauung ist 1943 weitgehend erfolgt, insbesondere sind auf 3 und 9 Sommerhäuser genannt und auf 15 ist eine Baustelle angegeben und 11 ist Parzelle. Für 1922 sind die begrenzenden Straßen auf der Karte im Adressbuch schon verzeichnet, aber Straße 2 als Querstraße erst auf dem Plan von 1925. Der von den Anliegern genutzte Name Kurze Straße wurde anfangs auch im Adressbuch geführt, seit 1932 wurde die noch heute genutzte amtliche Bezeichnung mit der Nummer eingetragen. | Straße 4, südlicher Ast – Ecke Midgardstraße                                                                                     |
| Straße 18 (Lage)                | 0160                                | nach Bebauungsplan | 1932                | Die Straße 18 beginnt südlich an der Malchower Straße und erschließt Eigenheime. Sie erschließt das Gebiet nördlich vom Ortskern an der Heinersdorfer Kirche und endet am Sportplatz. Im Adressbuch 1930 ist sie als Straße 59, zu diesem Zeitpunkt noch unbebaut aufgezeichnet. 1934 von der Malchower Straße nach Süden zur Feldmark ist sie rechts mit dem bebauten Grundstück 6 (Eigentümer unbenannt) und auf den beiden Grundstücken 2 (=Malchower Straße 8) und 4 (= Straße 19, Nr. 2) bebaut. Links (östlich) sind 5, 7, 9 bebaut. | Straße 18 |
| Straße 19 (Lage)                | 0215                                | nach Bebauungsplan | 1932                | Die Straße 19 ergänzt die Führung der Straße 18, von der sie westwärts abgeht, zu den hier liegenden Eigenheimen. Die Straße endet hinter dem Grundstück der Heinersdorfer Dorfkirche. Im Adressbuch 1930 ist die Straße 59a (auf unnummerierten Grundstücken) links mit dem Seemann’schen (Pensionär), Struck’schen (Schuhmacher), Lange’schen (Kellermeister), Herzig’schen (Kellermeister), Hecht’schen Haus bebaut, das letztere Haus eines Mitfahrers, das Grundstück gehört zur Kaiser-Wilhelm-Straße. Auf der rechten Seite stehen zwei Häuser, des Drehers Scheele und des Rentners Kowallit, zudem ein Sommerhäuschen. Nach Süden (zur Kaiser-Wilhelm-Straße) rechts und an der Malchower Straße links liegen Gärten. 1934 ist die Straße 59a schon umbenannt und die ungeraden Grundstücke der linken Seite sind der Straße 18 zugeordnet, die rechten Grundstücke 2–14 zur Feldmark sind (außer 6) bebaut und gehören den zur Straße 59a genannten. Der Eigentümer von 14 ist unbekannt. | Straße 19 |
| Straße 30 (Lage)                | 0260                                | nach Bebauungsplan | 1931                | Die Straße 30 liegt ortskernnah und erschließt den Zugang zu Eigenheimen zwischen der Malchower und der Blankenburger Straße, sie bildet die Ostflanke dieses Dreiecks. Die Straße ist 1930 noch nicht im Adressbuch genannt, 1934 sind 19 Grundstücke (17 existiert nicht) aufgeführt von denen neun mit Siedlungshäusern und drei mit Sommerhäuschen bebaut sind. 1943 sind auf den wechselseitig nummerierten 20 Grundstücken 7, 4 und 18 als Parzelle genannt, 14 mit Sommerhaus verzeichnet. Im aktuellen Verzeichnis sind 3–15 (ungerade, westseitig, incl. 3a und 7a als Hintergrundstück) sowie 2–22 (die beiden östlichen Eckgrundstücke gehören zur Straße 30) aufgeführt. Die „Parzelle 4“ ist geteilt mit den Häusern 4, 4a, 4b bebaut und auch 18 ist geteilt und mit dem Doppelhaus 18/18a bebaut. 8 und 10 sind Gartengrundstücke, wobei für 1943 auf 8 das Sommerhaus und für 10 die Wohnung des Rentners Schult und des Handelsmakler Schulz genannt waren. Hinter den östlichen Grundstücken liegt das Gewerbegebiet, das an der Güterentladestelle der Industriebahn entstanden war. | Straße 30 nördlich von der Malchower Straße                                                                                      |
| Straße 31 (Lage)                | 0240                                | nach Bebauungsplan | nach 1913           | Die Straße 31 zweigt von der Blankenburger Straße nach Osten als unbefestigte Straße in die Eigenheimsiedlung bis zum vormaligen Güterbahnhof Heinersdorf ab. Der von Beginn an als Straße 31 benannte nördliche Ast endet vor der KGA ,Familiengärten an der Blankenburger Straße‘. Der Anschluss zur Blankenburger Straße ist ursprünglich das Nordende der Axenstraße und wurde durch die Unterbrechung des Brachlandes am Schmöckpfuhlgraben einbezogen. Die Axenstraße wurde durch die Änderung um 1930 der Siedlungsplanung am Franz-Ries-Ring in diesem Feuchtgebiet unterbrochen. Nach Adressbuch 1943 liegt Straße 31 zwischen Axenstraße und Feldmark. Nummeriert sind 1–15 (ungerade) und 2–14 (gerade) an der Straße auf acht Grundstücken stehen Wohnhäuser, zudem auf 2 und 7 Sommerhäuschen, die anderen sind als Parzellen ausgewiesen. | Straße 31, Ast nach Norden |
| Straße 42 (Lage)                | 0070                                | nach Bebauungsplan | um 1932             | Als Verbindung von der Malchower Straße zum Wildstrubelpfad grenzt sie westlich einen Kinderspielplatz ab, liegt parallel zum Alpnacher Weg. Inoffiziell wurde sie zunächst als Alpenstraße mit dem einen anliegenden Siedlungshaus auf dem unnummerierten Grundstück geführt. Sie erhielt nach 1931 die Bezeichnung mit der Nummer 42, wie bei diesem Verwaltungsakt auch einige weitere Heinersdorfer Straßen, die Anliegerbezeichnungen trugen. Das Adressbuch 1943 führt sie, wie gleichfalls die aktuelle Adressdatenbank mit den rechtsseitigen Grundstücken 2–6 (gerade) zwischen Mahlsdorfer Straße und Feldmark auf, deren Eigentümer der Modelbauer E. Köppe (2) und die Witwen F. Werner (4) und E. Deckert (6) sind. | Straße 42 von der Malchower Straße nordwärts                                                                                     |
| Straße 46 (Lage)                | 0070                                | nach Bebauungsplan | 1938                | Die (amtlich gewidmete) Straße 46 ist eine kurze auf den Grundstücken 69–98 mit Eigenheimen bebaute Stichstraße ab Ostende der Straße 56. Die Verlängerung nach Norden führt weiter in die KGA ‚Freies Land‘ hinein. Im Adressbuch 1938 ist keine Straße 46 notiert, dagegen ist sie 1940 aufgeführt, zwischen Straße 56 und Feldmark liegen das Wedel’sche und das Schulze’sche Haus. Die gleichen Angaben (unnummerierte Grundstücke) sind auch im Adressbuch 1943 gemacht. | Straße 46 |
| Straße 49 (Lage)                | 0420                                | nach Bebauungsplan | nach 1947           | Die Straße 49 verbindet die Tino-Schwierzina-Straße mit der Verlängerung der Straße Am Steinberg. Sie führt einspurig asphaltiert durch die Kleingartenanlagen und ist im Berliner Straßenverzeichnis (Nummer 42941) enthalten. Sie verbindet die Tino-Schwierzina-Straße (vorher: Berliner Straße) mit dem Ortsteil Weißensee (Am Steinberg) und geht dort in die Wigandstaler Straße über. Ihr Verlauf trennt die nördliche KGA Freies Land von der südlich angrenzenden KGA Grüne Wiese. Grundstücke sind an der Straße 49 nicht adressiert. Die Straße 49 ist auf der Karte von 1954 die südliche Straße im Koloniegelände von der Straße 46 und (weiter östlich) die Straße 45 über die Straße 51 hinweg zur Straße 53 gehen. Die Querstraße Straße 45 führt im Norden bis zur Straße 54, die die Gäblerstraße von Weißensee zur Romain-Rolland-Straße verlängerte. Die Straße 45 als Hauptweg, Straße 51 als K-Weg durch den Pfuhl unterbrochen, Straße 53 als N-Weg wurden am 13. September 1999 als Gartenwege der Kolonie Freies Land aufgehoben, die Straße 54 war schon vor der Wende durch das Milchkombinat unterbrochen worden und später durch die Fläche des Verbrauchermarkts übernommen. Der verbliebene südliche Abschnitt von Am Steinberg zum Umspannwerk wurde ebenfalls am 13. September 1999 aus dem Straßenverzeichnis entwidmet. Verbleiben ist auf Grund ihrer Lage, Verbindungswirkung und der Fahrbahnausstattung die Straße 49. | Straße 49 |
| Straße 56 (Lage)                | 0220                                | Bebauungsplan | nach 1913           | Die Straße 56, auf der Nordseite mit Eigenheimen bebaut, beginnt an der Tino-Schwierzina-Straße und grenzt südlich an eine Kleingartenanlage. Die Grundstücke 7–17 (11 und 17 als Hintergrundstücke) sind nach einigen Gärten (1 und 3 fehlen) mit Eigenheimen bebaut. Die Straße geht am Ostende in die Straße 46 nach Norden über. Die Straße 56 endet vor der KGA Freies Land und wird in dieser durch den Breiten Weg (KGA-Weg) verlängert. Nach Adressbuch 1943 liegt Straße 56 zwischen Berliner Straße und Straße 46 und ist links (nördlich) mit dem Dost’schen und Siewert’schen Haus auf unnummerierten Grundstücken bebaut. Im Adressbuch 1938 fehlt sie. | Straße 56 |
| Tiniusstraße (Lage)             | 0650                                | Johann Friedrich Tinius (1824–1897) erwarb 1889 ein größeres Gelände zwischen Rothenbach- und Maxstraße und begründete dort zusammen mit seinen Söhnen Friedrich (1865–1953) und Wilhelm (1867–1946) eine Sauerkrautfabrik | 1902                | Die Straße liegt zwischen Prenzlauer Promenade und Romain-Rolland-Straße, im Norden und Osten liegen Einfamilienhäuser auf den Grundstücken, der westliche Straßenteil liegt mit den südlichen Grundstücken an einem Gewerbegebiet, das im Süden bis zur Rothenbachstraße. Auf dem Gewerbegebiet steht auch von der Prenzlauer Promenade nur an der Kuppel erkennbare Moschee der Ahmadiyya-Gemeinde. Die Straße wurde von 1898 bis 1902 im Berliner Adressbuch als Maxstraße genannt. Die Tiniusstraße ist auf der Karte von 1902 bereits eingezeichnet und wurde auch 1908 im Bebauungsplan zur Gartenstadt unter diesem Namen übernommen, im Plan von 1912 sind alle Grundstücke parzelliert und teilweise bebaut. | Tiniusstraße |
| Tino-Schwierzina-Straße (Lage)  | 1220                                | Tino Schwierzina, letzter Oberbürgermeister von Ost-Berlin, nachdem sie nach 1710 Berliner Straße als Einfallstraße nach Berlin hieß                                                                                       | 2. Dez. 2013        | Die Tino-Schwierzina-Straße (bis 2013: Berliner Straße) liegt zwischen der Ortsteilgrenze im Süden an der Weißenseer Am Steinberg und dem Ortskern an der Romain-Rolland-Straße. Sie war ein Teil der am Prenzlauer Tor beginnenden durch Heinersdorf führenden Heerstraße. Dieser Straßenzug setzt sich wegen der Ost-West-Richtung der vormaligen Dorfstraße nach Westen versetzt in der Blankenburger Straße nordwärts fort. Als Wahrzeichen steht am nördlichen Straßenabschnitt (auf Nr. 66) der denkmalgeschützte Wasserturm aus dem Jahr 1911 und markiert eine Abbiegung nach Nordost in Höhe der nach diesem Bauwerk benannten Straße. Die Tino-Schwierzina-Straße wird von der Metro-Straßenbahn M2 befahren. Zum größten Teil gibt es dafür eine Mitteltrasse. Weitere gelistete Baudenkmale sind die Gemeindeschule von 1934 mit Turnhalle sowie die Bauernhäuser aus den 1880er Jahren auf den Grundstücken 82 und 83. Die Straße endet im Norden an der verkehrsreichen Romain-Rolland-Straße und im Flächennutzungsplan ist eine östliche Umgehung des Ortskerns zur Industriebahntrasse vorgeplant. Die Pankower Bezirksverwaltung hat am 2. Dezember 2013 die Umbenennung dieser Straße nach dem SPD-Politiker, dem ersten und letzten frei gewählten Ost-Berliner Oberbürgermeister Tino Schwierzina, beschlossen. | Berliner Straße im nördlichen ortsnahen Teil                                                                                     |
| Treskowstraße (Lage)            | 0450                                | Sigismund von Treskow (1864–1945), Landrat des Kreises Niederbarnim, förderte die Erschließung der nördlichen und östlichen Vororte Berlins                                                                                | vor 1902            | Sie verbindet die Tino-Schwierzina-Straße mit der Prenzlauer Promenade und verläuft durch ein Gewerbegebiet. Sie gehört zu den ersten meist noch auf Ackerflur angelegten nach Heinersdorfer Bürgern oder für Heinersdorf wichtige Personen benannten Straßen. Die Straße ist auf der Karte von 1902 eingezeichnet und im Berliner Adressbuch wurde sie ab 1903 genannt. An der südlichen Ostecke der Straße befindet sich das Finanzamt Weißensee. | Treskowstraße |
| Waffenschmiedstraße (Lage)      | 0070                                | Der Waffenschmied, Oper von Albert Lortzing | 26. Nov. 1925       | Die Straße liegt im ‚Opern-Viertel‘. Sie ist nur eine kurze (wohl gegenüber der Planung unvollendete) Querstraße südlich der Straße Am Wasserturm. Im Plan zur Gartenstadt Heinersdorf von 1912 sind hier noch unparzellierte Straßen vorgesehen, dieser Plan wurde nach dem Ersten Weltkrieg Mitte der 1920er Jahre durch einen Besiedlungsplan für die Ackerflächen östlich der Prenzlauer Promenade ersetzt, wobei die Straßen südlich der Rothenbachstraße und westlich der Berliner Straße mit Straßennamen nach damals bekannten Opern benannt wurden. Dieser Plan wurde in der Folgezeit gleichfalls nicht vollständig, sondern nur um Am Wasserturm umgesetzt, auf dem südlichen Gelände entstanden – insbesondere in Folge des Zweiten Weltkriegs – Laubenkolonien. Die Waffenschmidtstraße ist solch ein Ergebnis, die nach Süden nur mit vier Grundstücken von Am Wasserturm etwas versetzt zur Indrastraße abgeht und an der KGA Neu-Hoffnungsthal endet. | Waffenschmiedstraße |
| Wildstrubelpfad (Lage)          | 0290                                | Wildstrubel, Berggruppe im Berner Oberland | 23. Jan. 1931       | Zuerst wurde sie als Straße 11 des Bebauungsplans für Südost-Heinersdorf eingerichtet. Sie führt als südliche verkehrsberuhigte Zufahrtsstraße zwischen Malchower Straße und Kandertaler Weg in das Siedlungsgebiet. Entsprechend ihrer Randlage zwischen der Siedlung und dem Gewerbegebiet auf dem Gelände des ehemaligen Güterbahnhofs Heinersdorf ist sie in einer Spur asphaltiert und zu den Eigenheimen zu als unbefestigte Standspur oder ein überwucherter Randstreifen. Am Nordende geht sie geradlinig in das (mit Zaun abgesperrte) Gewerbegrundstück auf. | Von der Malchower Straße aus gesehen                                                                                             |
| Wischbergeweg (Lage)            | 1170                                | Wischberg, Gipfel der Julischen Alpen (Italien) | 23. Jan. 1931       | Nach dem Bebauungsplan für Südost-Heinersdorf von Mitte der 1920er Jahre war sie als Straße 33 trassiert, von den ersten Anliegern nichtamtlich Genossenschaftsweg genannt. Sie ist an die Malchower Straße wegen der später angelegten Gartenkolonie ,Kühler Grund‘ nur noch einseitig angebunden. Nach Süden von der Malchower Straße zur Romain-Rolland-Straße begrenzt sie das ‚Blumenviertel‘ mit seinen seit den 2000er Jahren erbauten Einfamilienhäusern. Im Adressbuch von 1932 ist sie als Wieckebergstraße aufgenommen. Sie verbindet den Sarner Weg mit der Feldmark und andererseits zur Axenstraße. Bebaut sind sieben Grundstücke, hinzu kommt ein Neubau. | Wischbergeweg, nördlich der Malchower Straße                                                                                     |
| Zampastraße (Lage)              | 0250                                | Zampa, Oper von Louis Herold | 26. Nov. 1925       | Am 31. März 1999 wurde der Teil zwischen der Straße Am Wasserturm und der KGA ,Neu Hoffnungsthal‘ aufgehoben. Die Straße liegt zwischen Am Wasserturm und Semiramisstraße. Die Straße wurde Anfang der 1920er Jahre mit anderen nach Opern benannten Straßen geplant und zunächst im Berliner Adressbuch 1925 und 1926 als Undinestraße bezeichnet, so liegen im Umkreis der Zampastraße weitere nach bekannten Opernwerken benannte Straßen. Am 31. März 1999 wurde der Teil zwischen der Straße Am Wasserturm und der Kleingartenanlage Neu Hoffnungsthal aufgehoben. Der zunächst gewählte Opernname Undine (nach E.T.A. Hoffmann 1816 oder Lortzing 1845) wurde durch die Oper Zampa von 1831 ersetzt. | Zampastraße |

## Geplante und einstige Straßen

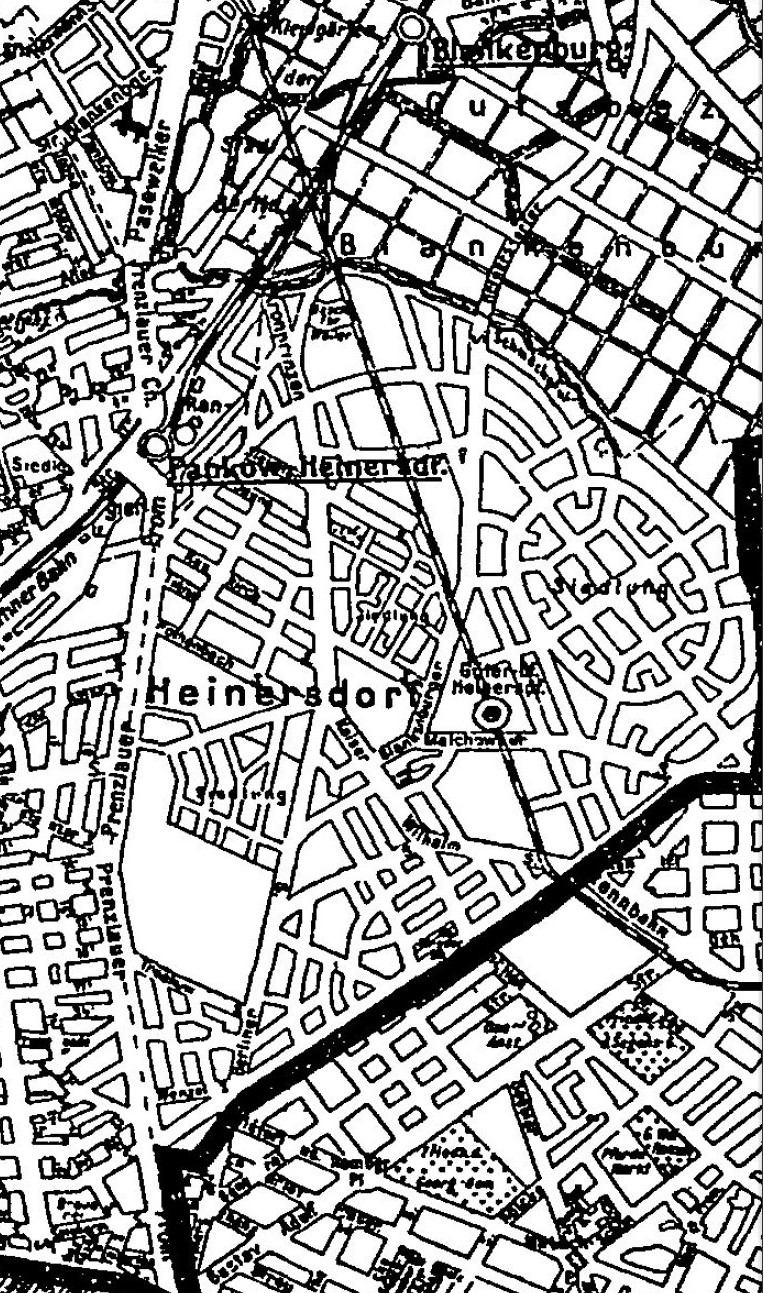
Geplante und bestehende Straßen von Heinersdorf um 1922

Hier werden vormals geplante aber nicht ausgeführte oder umbenannte Straßen und ihre Lage zwischen den heutigen Verkehrswegen dargestellt. Offensichtlich wurden einige Wege, deren Trasse teilweise nicht auf dem Bebauungsplan von 1912 verzeichnet ist und zunächst von den Anliegern benannt, aber um 1932 wurden diese durch die amtlichen Bezeichnungen ersetzt.
- Alpenstraße: Die Alpenstraße liegt 1927[15] und noch 1938[30] ist sie im Adressbuch zwischen Malchower Straße und Wildstrubelpfad angegeben, bebaut mit dem Haus des Oberpostschaffners a. D. P. Deckert auf einem nicht nummerierten Grundstück Ecke Wildstrubelpfad. Obwohl die Straße im Adressbuch aufgeführt ist, wurde sie 1934 mit Straße 42 offiziell bezeichnet.
- Baldurstraße: Zwischen Rothenbach- und Sleipnirstraße (zeitweise zwischen Neukirch- und Idunastraße) lag sie parallel zur Heimdallstraße. Die Straße war bereits 1911 auf einer Karte namentlich eingezeichnet. Sie war 1942 noch unbebaut und ist wohl das Betriebsgelände einbezogen oder entwidmet worden. Baldur ist die germanische Gottheit des Lichtes, Sohn des Odin und der Frigga.
- Buchholzer Weg bestand als überlieferter Name bis vor 1902. Es war die kürzeste Verbindung zwischen Heinersdorf und dem benachbarten Französisch-Buchholz. Er verlor durch den Ausbau anderer Straßen an Bedeutung, da der 1842 begonnene Bau der Eisenbahnstrecke Berlin-Stettin keinen Übergang vorsah, wurde er zum namenlosen Feldweg. Vor 1902 erhielt er den Namen Kronprinzenstraße.
- Bungestraße: Im Adressbuch von 1907[36] mit 44 Baustellen zwischen der Romain-Rolland-(Kaiser-Wilhelm-Straße) und der Blankenburger Straße angegeben; 1937 in Hödurstraße umbenannt. Auf der Karte von 1902 ist die Bungestraße eingezeichnet. Im Berliner Adressbuch wurde sie ab 1903 genannt. Namensgebend war der Grundbesitzer A. Bunge. Der Magistrats-Sekretär Bunge war Eigentümer des Grundstücks Dorfstraße 9 an der Ecke zur Franzstraße, die noch in Bungestraße umbenannt wurde. 1905 hatte er den Vorsitz im Heinersdorfer Bürgerverein.
- Franzstraße: Sie ist im Berliner Adressbuch von 1898 bis 1902 genannt. Auf der Karte von 1902 ist sie bereits als Bungestraße eingezeichnet. Der Unternehmer Franz Schüler war Molkereibesitzer und Viehmäster und bewohnte das Haus in der Heinersdorfer Dorfstraße 9a. Die Straße wurde, wie um 1900 üblich, nach seinem Vornamen benannt.
- Franz-Ries-Ring: Er liegt zwischen Feldmark Heinersdorf, über Realstraße, Hohe Straße, Winkelstraße, Feldmark, Orangenstraße, Hohe Straße, Theaterstraße, Achsenstraße, Sängerstraße, Realstraße wiederum zur Feldmark.  1932 erfolgt der Verweis → Kandertaler Weg.[56] 1930[26] sind dieser Ringstraße 18 Siedlungshäuser auf unnummerierten Grundstücken und Baustellen[14] zugeordnet. 1927 waren es zehn bebaute Grundstücke. Eigentlich war das Oval mit seinen Achsen- und Querstraßen als vollständiger Ring vorgesehen. Noch auf der Karte im Adressbuch 1922 ist dieser komplett verzeichnet. Der nordwestliche Teil der Siedlung war jedoch auf dem Feuchtgebiet am Schmöckpfuhlgraben geplant. Schon 1925 ist nur der südliche Abschnitt eingetragen am Franz-Ries-Ring, der sich südlich der Feldmark anschließt und von da Hohe, Achsen- und Realstraße kreuzt. 1924 (nach Adressbuch 1925) sind die Grundstücke als Baustellen bezeichnet und für Parzellen 15, 16, 31, 32 sowie 65 sind Eigentümer aufgeführt. Von der geplanten Siedlung[57] östlich der Industriebahn und dem Güterbahnhof Heinersdorf ist bis heute nur der südliche Teil am Kandertaler und Grimseler Weg verblieben. Auf der nördlichen Fläche entstand später ein Gewerbegebiet, das heute größtenteils von der Gartenanlage Familiengärten genutzt wird. Namensgebend für die Ringstraße war (vermutlich) der Violinist und Musikverleger Franz Ries.
- Freie Straße (Straße 14): 1930 zwischen Malchower Straße und Laubengelände mit zwei Siedlungshäusern und Baustellen[26] angegeben. 1932 erfolgt der Verweis → Schneehornweg.[56]
- Freyastraße: Querstraße der Baldurstraße zwischen Neukirch- und Idunastraße. Die Straße ist auf einer Karte von 1911 als Freyastraße eingezeichnet. Sie wurde im Berliner Adressbuch von 1914 bis 1929 erwähnt, 1914 und 1915 noch als Freyastraße. Sie lag parallel zur Idunastraße, blieb jedoch unbebaut. Freia ist die Hauptgöttin der Nord- und Südgermanen.
- Friedensweg (Straße 33) ist 1930 zwischen Kaiser-Wilhelm-Straße und Malchower Weg aufgeführt, wobei zu letzterer Ackerland führt. Am zentraleren Straßenende sind an der Westseite die Grundstücke 7, 16, 17, 20, 20a, 21, 23 und auf der gegenüberliegenden Straßenseite 24–32 und 35, 36, 40, 41 mit Siedlungshäusern bebaut und bewohnt. Der Friedensweg wird in Scherls Straßenführer 1929 bereits mit 41 Nummern angegeben, ist im Nachweiser für Berlin und Umgebung 1925 jedoch noch nicht genannt. Um 1934 ging er als Verlängerung in den Wischbergeweg ein und ist dessen Teil zwischen Romain-Rolland-Straße und Malchower Straße.
- Fröschelstraße: Die Straße, im Berliner Adressbuch 1927 und 1928 als Ausbuchtung der Frithjofstraße in Richtung Löffelbrücke genannt, blieb unbebaut. Fröscheln sind die löffelartigen Vorsprünge am hinteren Ende des Bocksattels, die zur Befestigung von Gepäck dienten. Der Name wurde vermutlich mit Bezug auf die naheliegende Löffelbrücke gewählt.
- Genossenschaftsweg zwischen Feldmark und Hohe Straße, für 1930 mit zwei Häusern auf unnummerierten Grundstücken genannt und es sind Baustellen angegeben.[14] Im Adressbuch 1932[56] wird auf den → Wischbergeweg verwiesen.
- Helgestraße: Die Straße war auf einer Karte von 1911 zwischen Rothenbach- und Neukirchstraße, später zwischen Rothenbach- und Freyastraße/Hildeplatz, vor 1929 an völlig anderer Stelle zwischen Heimdall- und Kronprinzenstraße (heute: Romain-Rolland-Straße), parallel zur Idunastraße, eingezeichnet. 1942 ist sie noch unbebaut. Auf der Karte von 1957 ist sie nicht mehr angegeben. Helge ist der Halbbruder Sigurds oder Siegfrieds und eine Gestalt der nordischen Heldensage. Im Adressbuch 1930 westlich der (heutigen) Rolland-Romain-Straße von Otto-May-Straße bis Rothenbachstraße.
- Hugenottenstraße: von der Indrastraße abgehend und 1930 noch unbebaut. Die Straße wurde im Berliner Adressbuch von 1925 bis 1935 genannt. Sie ging von der Indrastraße ab, blieb jedoch unbebaut. Benannt ist sie nach der 1836 in Paris uraufgeführten Oper Die Hugenotten von Giacomo Meyerbeer wurde. Im Umkreis der Hugenottenstraße wurden weitere Straßen nach bekannten Opernwerken benannt.
- Kaiser-Wilhelm-Straße trug den Namen nach Wilhelm I. (Friedrich Ludwig Wilhelm), deutscher Kaiser, König von Preußen und wurde vor 1902 benannt. Seit 12. April 1951 heißt sie Romain-Rolland-Straße. Die Straße, die durch Zusammenlegen der Dorfstraße und des Weißenseer Weges entstand, wurde im Berliner Adressbuch ab 1903 genannt und ist auf der Karte von 1902 namentlich eingezeichnet. Am 12. April 1951 erhielt sie zusammen mit der Kronprinzenstraße den Namen → Romain-Rolland-Straße.
- Kirschenallee ist im Adressbuch 1930 angegeben und geht unbebaut von der Blankenburger Straße ab (zur Perchtastraße). Die Straße wurde durch die Anlieger nach dem Steinobstgewächs Kirsche benannt und ist im Berliner Adressbuch von 1928 bis 1932 verzeichnet, danach amtlich als Straße 2.
- Knaufstraße liegt 1930 zwischen Realstraße und Achsenstraße und geht die Hohe und Tiefe Straße, auf der anderen Seite die Rahmenstraße ab. An der Achsenstraße stehen das Wessel’sche und gegenüber das Kraatzsche Haus.
- Kronprinzenstraße: Der Buchholzer Weg war nur ein Feldweg von untergeordneter Bedeutung. Im Berliner Adressbuch wurde er ab 1903 als Kronprinzenstraße genannt und auf der Karte von 1902 ist er eingezeichnet. Am 12. April 1951 erhielten die Kronprinzenstraße und die Kaiser-Wilhelm-Straße den Namen → Romain-Rolland-Straße. Zur Zeit der Benennung war der älteste Sohn Wilhelms II. und von Auguste Viktoria, Friedrich Wilhelm Viktor August Ernst (1882–1951) Kronprinz des deutschen Reiches und Preußens.
- Kurze Straße: Die Straße wurde im Berliner Adressbuch von 1928 bis 1932 nach der Wahl der Anlieger – aus der geringen Länge – genannt. Sie bekam jedoch 1932 die amtliche Bezeichnung Straße 4.
- Luxstraße: 1930 zwischen Malchower Straße und Feldmark mit fünf Siedlungshäusern. 1932[56] erfolgt der Verweis auf die Umbenennung in Alpnacher Weg.
- Lynarstraße wurde die Straße 3 nichtamtlich  bereits vor 1929 ist zur amtlichen Übernahme im Adressbuch 1932 benannt. Rochus Guerini Graf zu Lynar, (eigtl. Quirinus) (1525–1596) ist ein Baumeister und Militär aus der italienischstämmigen preußischen Adelsfamilie Lynar[59] und Baumeister der Spandauer Zitadelle.
- Maxstraße: Die Straße wurde von 1898 bis 1902 im Berliner Adressbuch genannt. Sie muss jedoch bereits 1901/02 den Namen Tiniusstraße erhalten haben, denn sie ist unter diesem Namen auf der Karte von 1902 eingezeichnet. Max Modrow bewohnte das Genausche Haus an der Ecke der nach seinem Vornamen benannten Straße und unterhielt eine Versicherungsagentur.
- Mühlenweg: An der Einmündung des Pankower Wegs in die Provinzialchaussee Berlin–Prenzlau wurden in der ersten Hälfte des 19. Jahrhunderts einige Windmühlen gebaut, woraus sich der Name ergibt. Vor 1898 wurde der Name Rothenbachstraße nach dem Mühlenbesitzer und dem Stifter von Straßenland gewählt.
- Orangenstraße zwischen Franz-Ries-Ring und Feldmark ist mit dem Henselschen Haus bebaut und gegenüber liegt der Kohlenplatz des Händlers Jäger.[26] Die Straße ist zwischen 1927 und 1935 im Berliner Adressbuch genannt. Sie lag am Franz-Ries-Weg (heute Kandertaler Weg), blieb unbebaut, und der Name entfiel. Namensgebend ist offensichtlich die (damals edle) Südfrucht Apfelsine, die zu den Rautengewächsen gehört.
- Otto-May-Straße: Querstraße der Baldurstraße zwischen Neukirch- und Idunastraße.
- Pankower Weg: Ein Feldweg zwischen Heinersdorf und Pankow, der auf der Heinersdorfer Feldmark den Namen seiner Richtung wegen erhalten hatte. Als an diesem Weg die Windmühlen standen, wurde der Name Mühlenweg genutzt. Die Bezeichnung bestand schon in der ersten Hälfte 19. Jahrhunderts aber vor 1898 wurde der Name Rothenbachstraße üblich.
- Paulsgrund: hier steht 1930 das Sommerfeldsche Haus, zur Sigurdstraße hin liegen Baustellen.[14] Zwischen 1927 und 1928 im Berliner Adressbuch als Paulinengrund genannt, wurde sie zwischen 1929 und 1943 als Paulsgrund aufgeführt. Der Name wurde wohl von den Anliegern nach einem Nutzer oder Stifter Pauline oder Paul gewählt und amtlich genutzt im Adressbuch. 1935 erhielt sie jedoch die amtliche Bezeichnung Straße 5.
- Rosenstraße ist der vor 1931 durch die Anlieger genutzte Straßenname, nach der Blume Rose, zu den Rosengewächsen gehörender Strauch. Die Straße wurde im Berliner Adressbuch 1931 bis 1933 genannt. 1932 erhielt sie die amtliche, noch heute genutzte Bezeichnung Straße 1.
- Sängerstraße: Die Straße wurde von 1927 bis 1934 im Berliner Adressbuch genannt, blieb jedoch unbebaut. Sie lag am Franz-Ries-Ring (heute Teil des Kandertaler Wegs). Für die Namenswahl wurden die Sänger genutzt, eine Bezeichnung für kleine Singvögel, wie Meisen, Lerchen und Grasmücken.
- Stradellastraße ist unbebaut und eine Nebenstraße der Wasserturmstraße. Sie nach der Oper „Alessandro Stradella“ von Flotow benannt vor 1925 benannt. Nach einem französischen Lustspiel – das Libretto schrieb Wilhelm Friedrich Riese – beinhaltet Begebenheiten aus dem Leben des italienischen Opern- und Kantatenkomponisten Alessandro Stradella (* 1. Oktober 1644 Rom, † 25. Februar 1682 Genua). Sie wurde 1843/1844 vertont und am 30. Dezember 1844 in Hamburg uraufgeführt. Die Straße wurde im Berliner Adressbuch von 1925 bis 1938 genannt. Sie war als Fortsetzung der Zampastraße auf der anderen Seite der Straße Am Wasserturm projektiert, fiel jedoch weg. Im Umkreis der Stradellastraße lagen noch weitere nach bekannten Opernwerken benannte Straßen.
- Straße 17: Zwischen Neukirch- und Rothenbachstraße, östlich der Baldurstraße
- Straße 38 mit dem Wasserwerk Heinersdorf geht von der Berliner Straße ab.[26]
- Straße 51 war bis 13. September 1999 eingetragen als Sackgasse ab Straße 46/Straße 56 beginnend.
- Straße 53 war bis 13. September 1999 eingetragen. Sie beginnt an der Straße Am Steinberg und endete an der Straße 46.
- Straße 54 war bis September 1999 zwischen Romain-Rolland-Straße und der Straße Am Steinberg aufgenommen und als Fußweg weiter zur Straße 45.
- Straße 59 ist 1930 unbebaut, die Straße 59a liegt von der Malchower Straße zur Kaiser-Wilhelm-Straße, zu der sie keine Verbindung hat. An letzterer sind sieben Wohnhäuser, Gärten, Baustellen und ein Sommerhaus aufgeführt.[26] 1932 wurden die Straßen neu nummeriert: Straße 59 → Straße 18 und Straße 59a wird zu → Straße 19
- Wenzelstraße: Laut Adressbuch 1907[36] geht sie von der nun aufgenommenen Berliner Straße ab, im Bebauungsplan 1908 ist sie südlich der Treskowstraße eingezeichnet, wurde aber dort nicht ausgeführt. Sie ist 1930 und auch 1932 unbebaut angegeben.[26] Die Straße, auf der Karte von 1902 eingezeichnet, wurde im Berliner Adressbuch erst ab 1903 genannt. Sie lag nördlich der Straße Am Steinberg zwischen Prenzlauer Promenade und Berliner Straße. Noch 1954 ist sie als Straße aufgeführt. Ende der 1970er Jahre wurde sie im Zusammenhang mit dem Bau eines Betriebes aufgehoben und entwidmet. Der Grundbesitzer Wenzel (1863–1915) war Eigentümer des Geländes der einstigen Wenzelstraße.[60]
- Im Adressbuch 1932[56] sind die für die an der Ringsiedlung östlich der Güterladestelle Heinersdorf und nördlich der Malchower Straße bereits mit den geänderten Namen verzeichnet. Der Bebauungsplan dieses südöstlichen an die Gemarkung Malchow grenzenden Teils von Heinersdorf wurde (abweichend von dem Gartenstadtplan von 1912) in der Mitte der 1920er Jahre von einer Genossenschaft erstellt. Er enthielt eine spiegelsymmetrische Anlage der Siedlungswege innerhalb des Franz-Ries-Rings, wobei die Achsenstraße im Längsdurchmesser des Ovals bis an die Blankenburger Straße führte. Der nördliche Teil lag in einem Feuchtgebiet des Schmöckpfuhlgrabens und wurde (nach der Darstellung Anfang der 1930er Jahre) wieder aus der Planung genommen. Für die bereits von Anliegern bebauten Wege wurden 1931 vom Verwaltungsbezirk einheitlich neue Namen vergeben.
  - Hohe Straße: sie liegt zwischen Genossenschaftsweg, Franz-Ries-Ring, Tiefe Straße und Knaufstraße, und ist 1930 bebaut mit einem Haus zwischen Franz-Ries-Ring und Tiefe Straße.[26] 1932 folgt im Adressbuch der Verweis → Sarner Weg.
  - Knaufstraße: → Sarner Weg.
  - Realstraße: → Sarner Weg.
  - Rahmenstraße: → Morschacher Weg
  - Theaterstraße: sie geht vom Franz-Ries-Ring ab und ist 1930[26] unbebaut.
  - Tiefe Straße: → Schächentaler Straße, 1930 von der Hohen Straße abgehend ist sie unbebaut.[26]
  - Winkelstraße ist 1930 der Anliegername einer mit einem Siedlungshaus bebaute Straße zwischen Franz-Ries-Ring und in den Winkel zur an Malchow grenzenden Feldmark. → Schreckhornweg.

- Zudem sind 1930[26] an den nach den Straßen benannte Plätze vorgesehen. Die Plätze entsprechen dem Besiedlungs- und Bebauungsplan Heinersdorf als attraktive, grüne Vorstadt zu gestalten. Im Bebauungsplan vor dem Ersten Weltkrieg um 1911 vorgesehen, wurden die Planungen nach Krieg und Inflation und der Wirtschaftskrise 1929 vereinfacht.
  - Der Heimdallplatz ist auf einer Karte von 1911 eingezeichnet und wurde im Berliner Adressbuch von 1912 bis 1929 genannt. Er lag an Heimdall-, Frithjof- und Asgardstraße. Heimdall ist ein Sohn Odins und der Wächter der Himmelsbrücke, die das Reich der Asen mit dem der Menschen verbindet.
  - Der Hildeplatz war auf einer Karte von 1911 eingezeichnet. Er befand sich zwischen Freyastraße und Hildestraße. Der Platz ist noch bis vor 1947 aufgeführt. Hilde ist eine Gestalt der nordgermanischen Mythologie und die Tochter König Hagens von Irland. Sie wurde geraubt, und auf der Insel Haey entbrannte zwischen ihrem Vater und den Entführern ein Kampf, der nie endet, da Hilde jede Nacht die Gefallenen ins Leben zurückruft.
  - Der Frithjofplatz war auf einer Karte von 1911 bereits eingezeichnet und wurde erstmals 1912 im Berliner Adressbuch erwähnt. Er befand sich an der Midgard-, Perchta- und Frithjofstraße. Im Nachweiser für Berlin und Umgebung 1952 ist er noch enthalten. Frithjof ist ein norwegischer Sagenheld. In der wahrscheinlich um 1300 geschriebenen Frithjofssaga wird von der Liebe des Tapferen zu der schönen Ingibjörg (vergleiche Ingeborgstraße) erzählt.
  - Sleipnerplatz ist auf einer Karte von 1911 eingezeichnet. An ihm liegen Sleipner-, Fasolt- und Mimestraße. Er ist nach Sleipner dem achtbeinigen grauen Pferd des Götterkönigs Odin benannt. Da er unbebaut blieb, wurde die Bezeichnung in späteren Jahren vergessen und nicht mehr aufgeführt. Ein anderer Platz an der Sleipnerstraße Ecke der nicht bis hier realisierten Sigurdstraße ging in der Kleingartenkolonie auf und ist nicht verwirklicht werden.

## Kleingartenanlagen

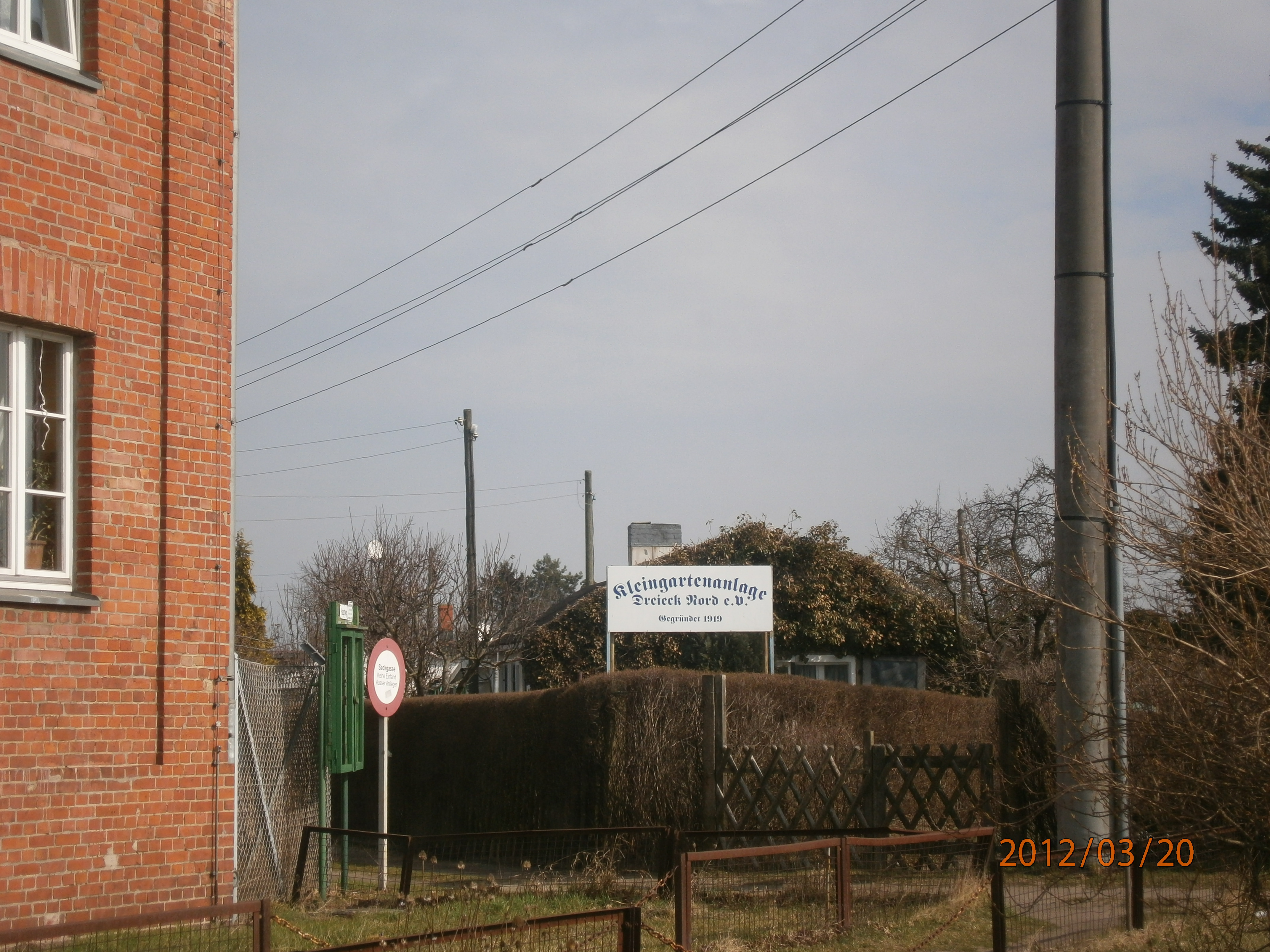
Südostecke der KGA ,Dreieck Nord‘ an der Kreuzung Frithjofstraße mit Asgard- und Romain-Rolland-Straße

Im Ortsteil befinden sich mit insgesamt fast 90 Hektar vergleichsweise viele Kleingartenanlagen (KGA). Sie wurden im Wesentlichen auf Flächen angelegt, die nach den Bebauungsplänen aus dem Beginn der 1910er Jahre für die Vorortsiedlung mit Landhäusern auf Heinersdorfer Gebiet projektiert waren. Die Bebauungspläne wurden allerdings durch den Beginn des Ersten Weltkrieges und die nachfolgende Inflation nur unvollständig umgesetzt. Noch im 21. Jahrhundert sind einige Parzellen von Dauernutzern bewohnt.
- KGA ,Am Steinberg‘ (3009, Berliner Straße 49–55, Lage) mit einer Fläche von 3,1 Hektar mit 82 Parzellen, davon befinden sich die 73 Parzellen im Dreieck zwischen der Berliner Straße und der Ortsteilgrenze zu Weißensee auf landeseigenem Pachtland.
Gemäß dem ‚Stadtentwicklungsplan Wohnen 2015‘ ist die KGA nur bis nach 2025 gesichert, danach soll sie mit Wohnhäusern bebaut werden, sie gilt damit als ‚gefährdet‘.[62] Weitere neun Parzellen auf 3602 m² Privatland sind als Stufe Ia eingeteilt und nicht gesichert.[63]

- KGA ,Dreieck Nord‘ (Lage) mit einer Fläche von 4,4 Hektar mit 163 Parzellen. Nördlich der Sleipnerstraße mit Eigenheimen befindet sich diese Kolonie westlich des nördlichen Astes der Romain-Rolland-Straße.[64] und ist für eine andere Nutzung vorgesehen.

- ,Eigenheim an der Rothenbachstraße‘ (Lage) mit einer Fläche von 10,5 Hektar. Diese Anlage ist nicht mehr im KGA-Entwicklungsplan[65] aufgenommen und als „Erholungsanlage“ (ehemals Kleingartenanlage) auf Wunsch der Nutzer freigegeben.[66] Sie liegt östlich der Prenzlauer Promenade entlang der Südseite der Rothenbachstraße bis an die den Nordrand des ‚Opernviertels‘.
- KGA ,Familiengärten an der Blankenburger Straße‘ (Lage) mit einer Fläche von 11,2 Hektar mit 177 Parzellen.[67] Die Gärten befinden sich auf der Fläche östlich der Blankenburger Straße bis zum Schmöckpfuhlgraben. Im Norden von der Ortsteilgrenze und im Süden vom Güterbahnhof der vormaligen Industriebahn begrenzt.

- KGA ,Feuchter Winkel‘ (Lage) mit einer Fläche von 2,4 Hektar mit 179 Parzellen. Die Kleingartenanlage liegt östlich vom Pankower Lokschuppen bzw. dem ehemaligen Bahnbetriebswerk entlang der Ortsteilgrenze zu Pankow. Es gibt die KGA ‚Feuchter Winkel Ost‘ und ‚Feuchter Winkel West‘.[68] Die KGA Feuchter Winkel Ost mit 139 Parzellen ist nur bis nach 2025 gesichert, danach soll sie mit Wohnhäusern bebaut werden, sie gilt damit als ‚gefährdet‘.[62]

- KGA ,Freies Land‘ (3016, Romain-Rolland-Straße 35a, Lage) ist eine dauerhaft gesicherte Anlage[69] mit einer Fläche von 16,5 Hektar landeseigenem Pachtland mit 414 Parzellen. Die Kolonie liegt zwischen der Berliner und der Romain-Rolland-Straße östlich vom Wasserturm. Begrenzt durch die Straßen 56, 46, 54, an der die Ortsteilgrenze zu Weißensee und schließt über die Straße 49 hinweg nördlich an die KGA ,Grüne Wiese‘.

- KGA ,Friedrichshöhe‘ (Lage) mit einer Fläche von 3,1 Hektar mit 49 Parzellen. Die Kolonie liegt nördlich der Treskowstraße und erstreckt sich von der Prenzlauer Promenade bis zur Berliner Straße.

- KGA ,Grüne Wiese‘ (3021, Berliner Straße 56, Lage) mit 178 Parzellen auf einer Fläche von 6,9 Hektar landeseigenem Pachtland schließt sich an die KGA ,Am Steinberg‘ nördlich an und im Norden folgt die KGA Freies Land.[70] Gemäß dem ‚Stadtentwicklungsplan Wohnen 2015‘ ist die KGA nur bis nach 2025 gesichert, danach soll sie mit Wohnhäusern bebaut werden, sie gilt damit als „gefährdet“.[62]

- KGA ,Heinersdorf‘ (Lage) mit einer Fläche von 15,6 Hektar mit 517 Parzellen. Die Kleingartenanlage liegt zwischen der Kolonie ,Neu-Hoffnungsthal‘ und ,Friedrichshöhe‘ und erstreckt sich von der Prenzlauer Promenade bis zur Berliner Straße.

- KGA ,Nordland‘ (Lage) mit einer Fläche von 9,7 Hektar mit 171 Parzellen. Nördlich der Sleipnerstraße liegt diese Kolonie östlich der Romain-Rolland-Straße bis zur Blankenburger Straße. Gemäß dem ‚Stadtentwicklungsplan Wohnen 2015‘ ist die KGA nur bis nach 2025 gesichert, danach soll sie mit Wohnhäusern bebaut werden, sie gilt damit als ‚gefährdet‘.[62]

- KGA ,Neu-Hoffnungsthal‘ (Lage) mit einer Fläche von 5,5 Hektar mit 123 Parzellen. Die Kleingartenanlage liegt südlich der ‚Opernstraßen‘ in einem Streifen von der Prenzlauer Promenade bis zur Berliner Straße. Südlich schließt sich die KGA ,Heinersdorf‘ an.